# Hessen
Hessen ([ˈhɛsn̩] ⓘ, Abkürzung HE) ist eine parlamentarische Republik und ein Land der Bundesrepublik Deutschland. Bevölkerungsmäßig ist es das fünftgrößte der sechzehn Länder. Es grenzt im Norden an Niedersachsen, im Westen an Nordrhein-Westfalen und Rheinland-Pfalz, im Osten an Bayern und Thüringen sowie im Süden an Baden-Württemberg.
Nach dem Wiener Kongress 1815 bestanden auf dem Gebiet des heutigen Landes Hessen im Wesentlichen das Großherzogtum Hessen, das Kurfürstentum Hessen, das Herzogtum Nassau, die Freie Stadt Frankfurt, das Fürstentum Waldeck, die Landgrafschaft Hessen-Homburg sowie das rheinpreußische Gebiet um Wetzlar. Kurhessen, Nassau, Hessen-Homburg (das am 24. März 1866 durch Erbfall an Hessen-Darmstadt kam) und Frankfurt wurden 1866 vom Königreich Preußen annektiert und als Provinz Hessen-Nassau zusammengefasst. Während der Weimarer Republik wurde aus dem vormaligen Großherzogtum der republikanisch gefasste Volksstaat Hessen, und Waldeck wurde 1929 Teil des Freistaats Preußen. 1944 wurde die Provinz Hessen-Nassau in die Provinzen Kurhessen und Nassau geteilt.
Nach dem Zweiten Weltkrieg wurde das Land Hessen am 19. September 1945 unter dem Namen Groß-Hessen in der Amerikanischen Besatzungszone gegründet und erhielt als erstes noch heute bestehendes Land der Bundesrepublik eine neue demokratische Verfassung. Der linksrheinische Teil des zum Volksstaat Hessen gehörenden Rheinhessens und ein Teil Nassaus fielen dabei an die Französische Besatzungszone und gehören heute zu Rheinland-Pfalz.
Geographisch ist Hessen abseits der Oberrheinischen Tiefebene von Mittelgebirgen und Wäldern geprägt. Im Rheingau und an der Bergstraße bestehen die für den Weinbau typischen Kulturlandschaften, daneben sind in zahlreichen Regionen Streuobstwiesen anzutreffen, die auch der Herstellung des in Hessen weit verbreiteten Apfelweins dienen. Die hessischen Dialekte gehören zum rheinfränkischen Sprachraum des Westmitteldeutschen.
Der südliche Landesteil, der Regierungsbezirk Darmstadt (Südhessen), gehört mit dem dort befindlichen Kern des länderübergreifenden Rhein-Main-Gebietes zu den am dichtesten besiedelten und wirtschaftsstärksten Regionen Deutschlands. Landeshauptstadt ist Wiesbaden, die bevölkerungsreichste Stadt ist Frankfurt am Main. Weitere Großstädte sind die historischen Residenzstädte Darmstadt, Kassel und Hanau sowie die traditionelle Industriestadt Offenbach am Main.

## Geographie

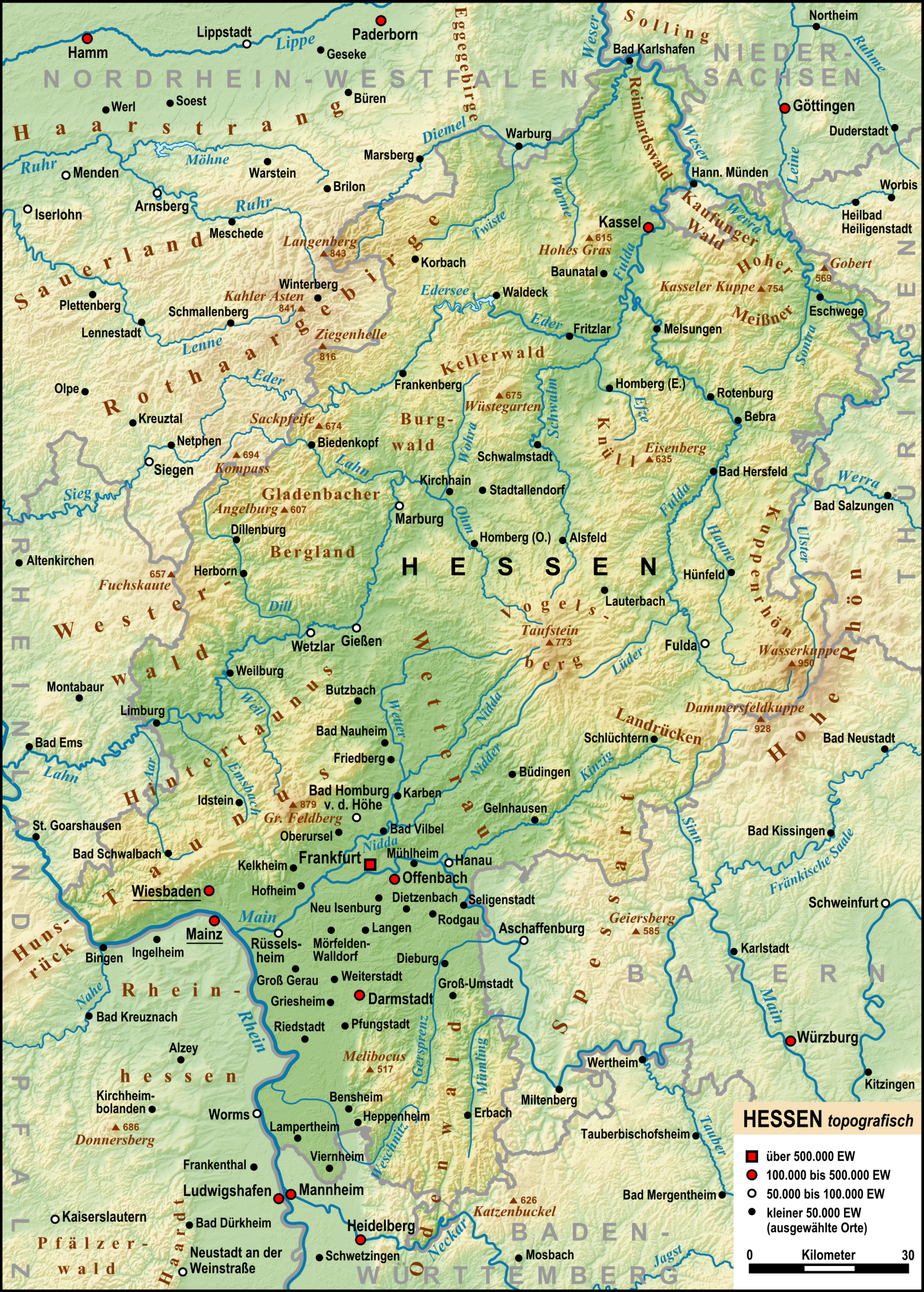
Physische Karte Hessens

Hessen verfügt über eine Fläche von 21.114,94 Quadratkilometern. Mit Stand vom 31. Dezember 2014 verteilt sich die Flächennutzung dieser Gesamtbodenfläche auf folgende Nutzungsarten:
- Siedlungs- und Verkehrsfläche 3.315 km², darunter
  - Gebäude- und Freifläche 1.572 km²
    - Für Wohnen 910 km²
    - Für Gewerbe und Industrie 170 km²

  - Erholungsfläche 209 km²
  - Verkehrsfläche 1.433 km²
- Landwirtschaftsfläche: 8.859 km²
- Waldfläche 8.477 km²
- Wasserfläche 294 km²

Der geografische Mittelpunkt Hessens befindet sich nach Auswertung von rund 35.000 Messpunkten entlang der hessischen Grenze in Flensungen, einem Ortsteil der Gemeinde Mücke im Vogelsbergkreis. Vom 1. Januar 2007 bis 30. Juni 2013 lag der geografische Mittelpunkt der Europäischen Union in der Barbarossastadt Gelnhausen, Ortsteil Meerholz, im Main-Kinzig-Kreis.

### Nachbarländer
Hessen zieht sich von der ungefähren Mitte Deutschlands nach Süden bis Südwesten und grenzt mit einer Gesamtgrenzlänge von 1410 km an die Länder Nordrhein-Westfalen (Grenzlänge: 269,3 km), Niedersachsen (167,0 km), Thüringen (269,6 km), Bayern (261,9 km), Baden-Württemberg (176,5 km) und Rheinland-Pfalz (266,3 km).

### Naturräumliche Gliederung

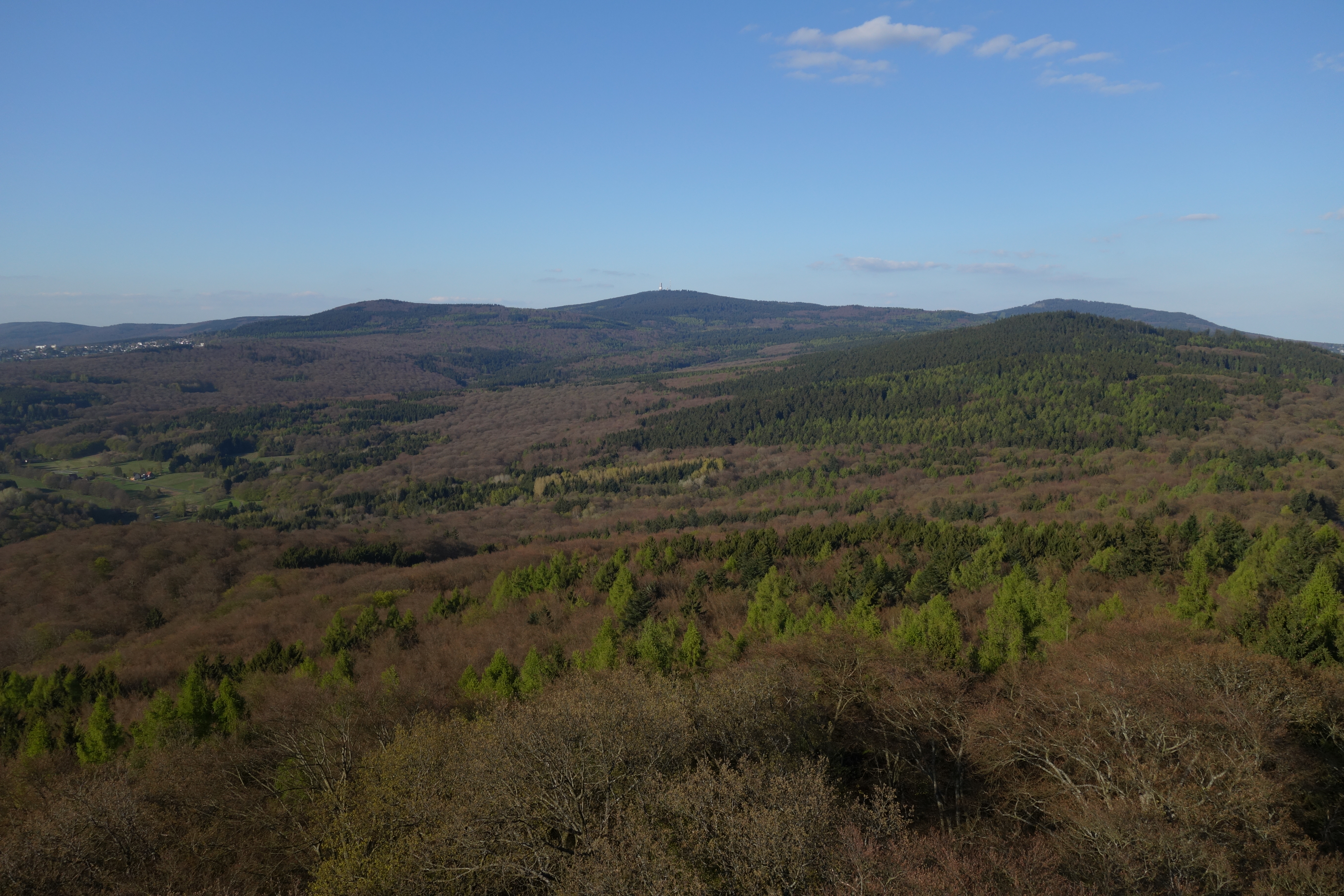
Blick vom Atzelberg über den Hauptkamm des Taunus

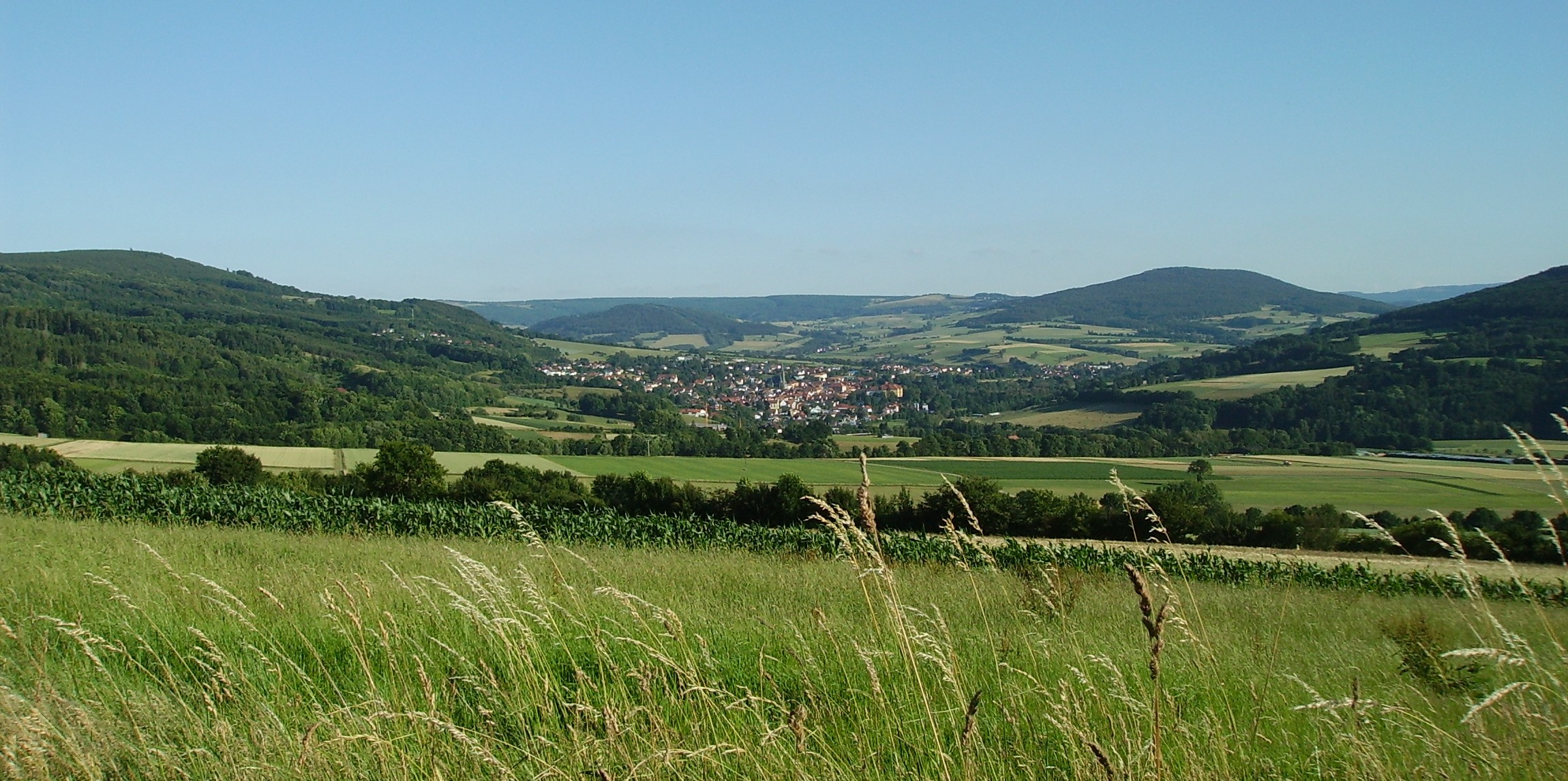
Rhönlandschaft bei Tann

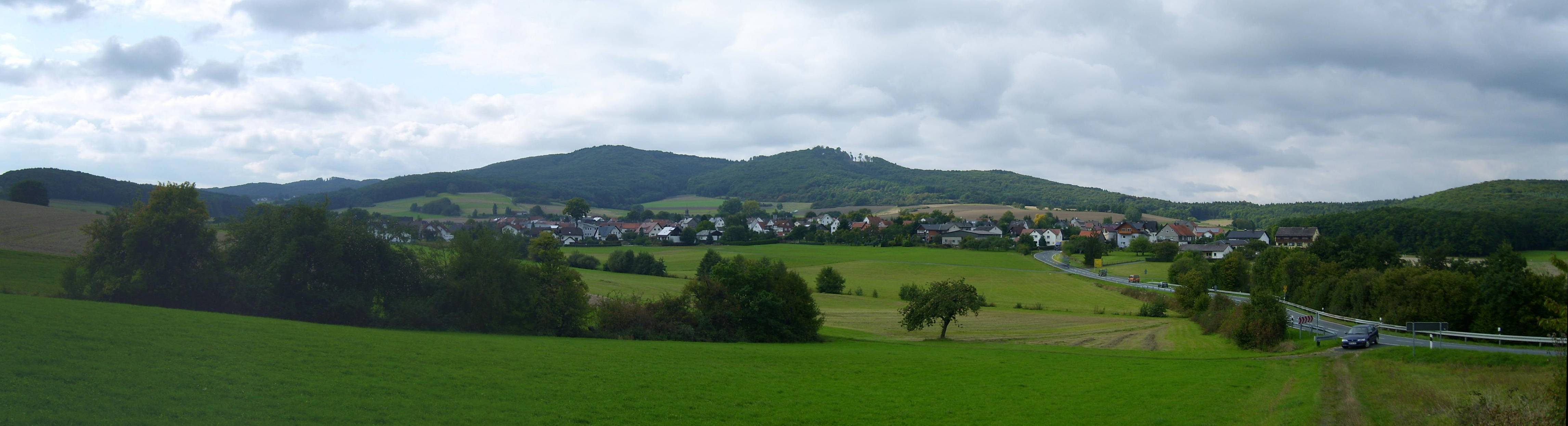
Bottenhorner Hochflächen (bis zu)

Hessen ist geprägt von Mittelgebirgen bis 950 m Höhe. Die Beckenlandschaften liegen demgegenüber oftmals auf Höhen unter 200 m ü. NN, die Flusstäler unterschreiten teilweise die 100-Meter-Marke.
Der Norden Hessens gehört zur sogenannten Deutschen Mittelgebirgsschwelle. Hierzu zählen zum einen die naturräumlichen Haupteinheitengruppen des Rheinischen Schiefergebirges Süderbergland, Taunus, Westerwald, Gießen-Koblenzer Lahntal und Mittelrheingebiet, zum anderen im Hessischen Bruchschollentafelland West- und Osthessisches Bergland sowie das Niedersächsische Bergland im Norden und das Thüringer Becken im Osten.
Der Süden und Südosten Hessens gehört zum Südwestdeutschen Schichtstufenland mit der Haupteinheitengruppe Hessisch-Fränkisches Bergland, der Südwesten zum Oberrheinischen Tiefland.
Hessen gehört zu den waldreichsten Ländern in Deutschland, da die Wälder hier rund 42 Prozent der Landesfläche bedecken.

#### Mittelgebirge und Berge
Hessens Landschaft besteht aus zahlreichen Mittelgebirgen, nach deren jeweils höchsten (hessischen) Bergen sortiert sind dies: Rhön, Taunus, Rothaargebirge, Vogelsberg, Hoher Meißner, Kellerwald, Westerwald, Söhre, Kaufunger Wald, Knüllgebirge, Habichtswald, Gladenbacher Bergland, Odenwald, Stölzinger Gebirge, Spessart, Schlierbachswald, Seulingswald, Richelsdorfer Gebirge und Reinhardswald.
Die höchste Stelle des Landes befindet sich auf der Wasserkuppe (950,2 m ü. NHN) in der Rhön im Landkreis Fulda (zu den hessischen Mittelgebirgen und weiteren Bergen: Liste der Berge in Hessen).

#### Becken und Niederungen
Im Südwesten Hessens liegt im Oberrheinischen Tiefland, das auch den Ballungsraum Rhein-Main-Gebiet und die Wetterau enthält, die flächenmäßig größte Beckenlandschaft. Sie ist Teil der Mittelmeer-Mjösen-Zone und wird innerhalb dieser nach Nord(ost)en durch das Gießener Becken, das Amöneburger Becken und die bis nördlich von Kassel reichende Westhessische Senke verlängert.
Abseits davon bildet das Limburger Becken an der westlichen Landesgrenze zu Rheinland-Pfalz zwischen Taunus und Westerwald einen größeren intramontanen Senkungsraum innerhalb des Rheinischen Schiefergebirges. Die Wetschaft-Senke verlängert demgegenüber die Ostgrenze des Rheinischen Schiefergebirges nördlich von Wetterau und Gießener Becken.
Die meist tektonisch angelegten Becken sind im geomorphologischen Sinne meistens keine Becken, sondern teils weiträumige Niederungen, die von Flüssen durchflossen werden. Vielfach finden sich hier Lößdecken, die zusammen mit der Klimagunst die Grundlage für eine ertragreiche Landwirtschaft bilden.
Die niedrigste Stelle Hessens befindet sich bei Lorch am Rhein (81 m ü. NN) im Rheingau-Taunus-Kreis.

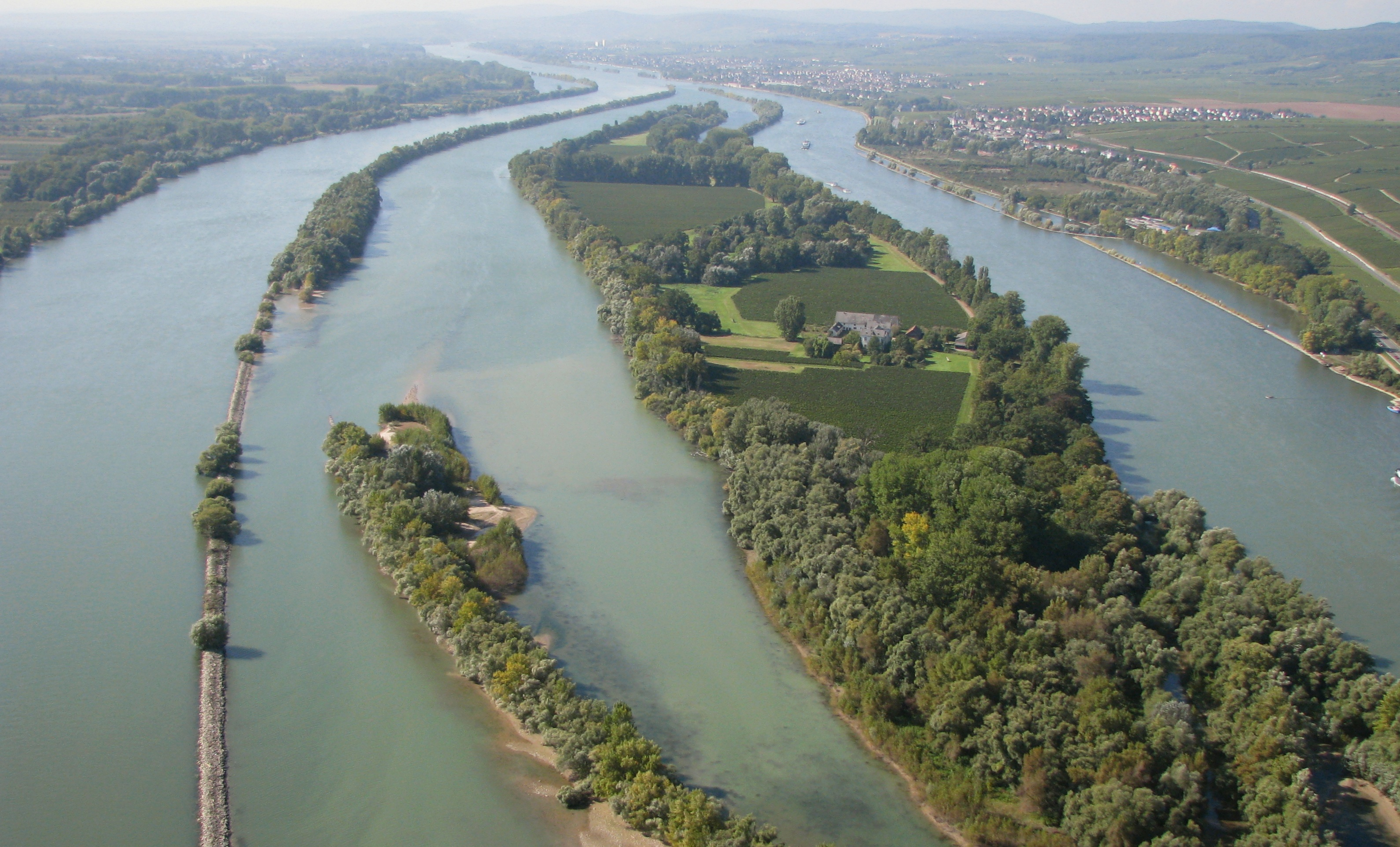
Rhein mit Insel Mariannenaue bei Erbach (Rheingau), links davon die Große Gieß mit der Landesgrenze zu Rheinland-Pfalz

### Gewässer

#### Flüsse

Flüsse in Hessen mit einer Länge von 20 km und mehr

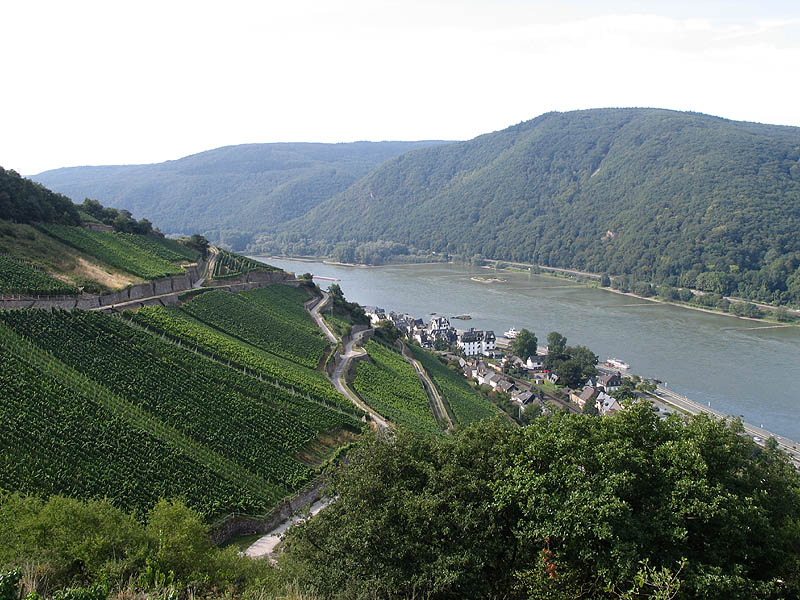
Flusslandschaft im Rheingau (Höllenberg)

Der Norden und der Osten Hessens gehören zum Einzugsgebiet der Weser, die das Land im äußersten Norden durchquert. Ihre Quellflüsse Fulda und Werra fließen auf 215 km bzw. 95 km Länge durch Hessen.
Dagegen wird der übrige Teil des Landes zum Rhein hin entwässert, der im Südwesten auf 107 km Länge die Grenze zu Rheinland-Pfalz bildet. Seine für Hessen wichtigsten Nebenflüsse sind Main und Lahn, aber auch der Neckar fließt ein kurzes Stück durch den äußersten Süden Hessens.
Nachfolgend sind alle durch Hessen fließenden Flüsse mit einer Gesamtlänge von über 100 km oder einer Fließstrecke in Hessen von über 50 km aufgeführt. Angegeben sind jeweils die hessische und die gesamte Länge.
| Flüsse in Hessen                                   | Flüsse in Hessen | Flüsse in Hessen | Flüsse in Hessen | Flüsse in Hessen |
| -------------------------------------------------- | ---------------- | ---------------- | ---------------- | ---------------- |
| Name                                               |                  |                  |                  | Hessen / gesamt  |
| Rhein                                              | Rhein            |                  | 107 km / 1236 km | 107 km / 1236 km |
| Main                                               | Main             |                  | 77 km / 524 km   | 77 km / 524 km   |
| Weser                                              | Weser            |                  | 41 km / 440 km   | 41 km / 440 km   |
| Neckar                                             | Neckar           |                  | 16 km / 367 km   | 16 km / 367 km   |
| Werra                                              | Werra            |                  | 95 km / 298 km   | 95 km / 298 km   |
| Lahn                                               | Lahn             |                  | 166 km / 242 km  | 166 km / 242 km  |
| Fulda                                              | Fulda            |                  | 215 km / 220 km  | 215 km / 220 km  |
| Eder                                               | Eder             |                  | 129 km / 177 km  | 129 km / 177 km  |
| Diemel                                             | Diemel           |                  | 73 km / 110 km   | 73 km / 110 km   |
| Schwalm                                            | Schwalm          |                  | 97 km / 97 km    | 97 km / 97 km    |
| Nidda                                              | Nidda            |                  | 90 km / 90 km    | 90 km / 90 km    |
| Kinzig                                             | Kinzig           |                  | 86 km / 86 km    | 86 km / 86 km    |
| Nidder                                             | Nidder           |                  | 69 km / 69 km    | 69 km / 69 km    |
| Wetter                                             | Wetter           |                  | 69 km / 69 km    | 69 km / 69 km    |
| Haune                                              | Haune            |                  | 64 km / 64 km    | 64 km / 64 km    |
| Ohm                                                | Ohm              |                  | 59 km / 59 km    | 59 km / 59 km    |
| Dill                                               | Dill             |                  | 55 km / 55 km    | 55 km / 55 km    |
| dunkelblau: Länge in Hessen, hellblau: Gesamtlänge |                  |                  |                  |                  |

Siehe auch Liste der Flüsse in Hessen

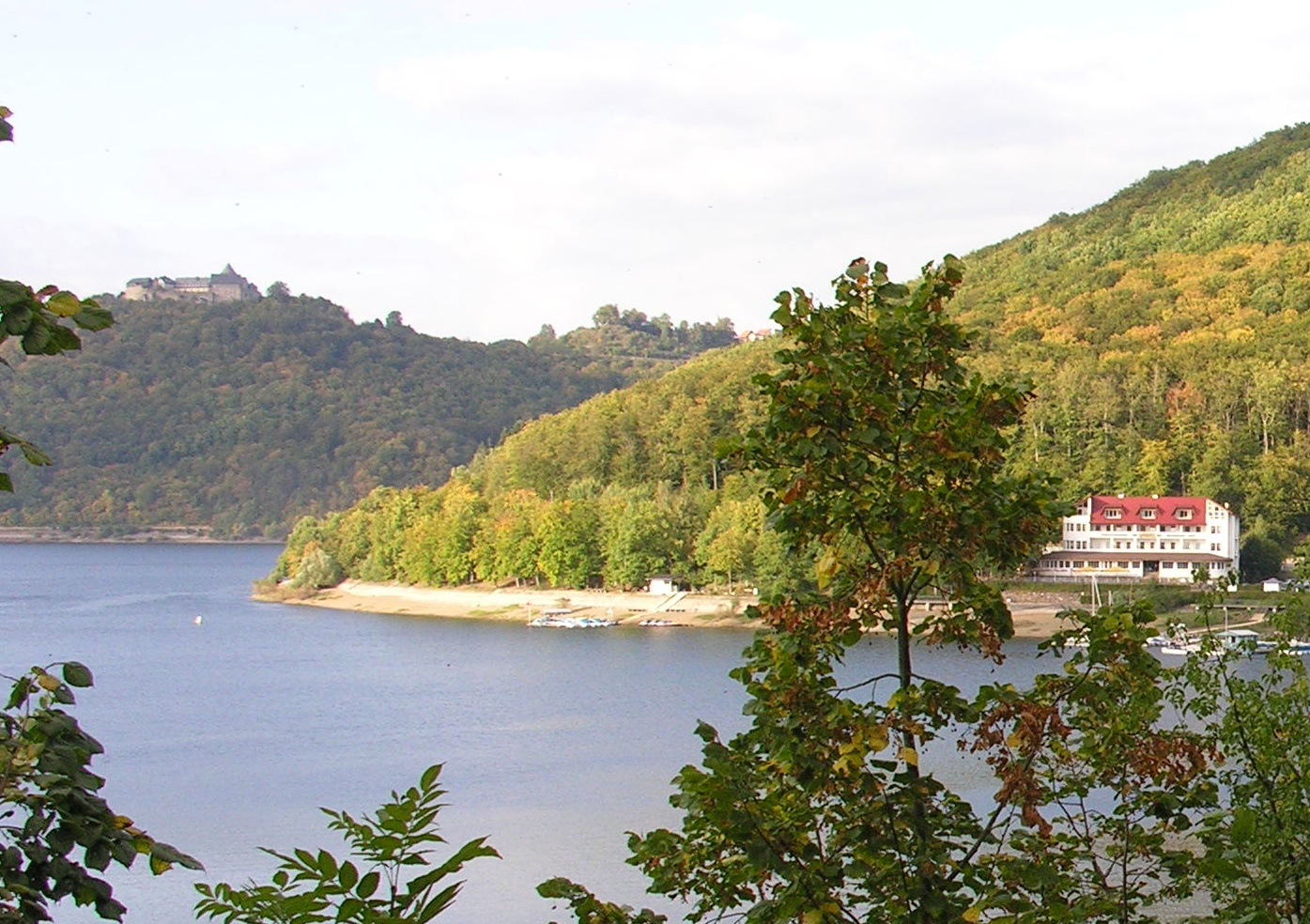
Edersee 2007

#### Bäche
Ende August 2019 hat das Hessische Ministerium für Umwelt, Klimaschutz, Landwirtschaft und Verbraucherschutz ein Renaturierungsprogramm für 100 Bäche angekündigt.

#### Seen
In Hessen gibt es keine größeren natürlichen Seen. Der Guckaisee im Naturpark Hessische Rhön ca. 4 km östlich von Poppenhausen ist mit einer Fläche von ca. 5000 m² der größte natürliche See in Hessen. Gleich vier der größten Stauseen des Landes liegen im Landkreis Waldeck-Frankenberg im Nordwesten Hessens:
Der Edersee als mit Abstand größter See in Hessen sowie Affolderner See, Diemelsee und Twistesee.
Weitere bedeutende Stauseen sind der Kinzig-Stausee im osthessischen Main-Kinzig-Kreis und der Aartalsee in der Gemeinde Bischoffen im westhessischen Lahn-Dill-Kreis.
Zu den größten Baggerseen Hessens gehören der Borkener See im Schwalm-Eder-Kreis, der Werratalsee im Werra-Meißner-Kreis und der Langener Waldsee im Landkreis Offenbach als größter See Südhessens.

### Flächenaufteilung
Nach Daten des Statistischen Landesamtes, Stand 2023.

### Natur und Schutzgebiete

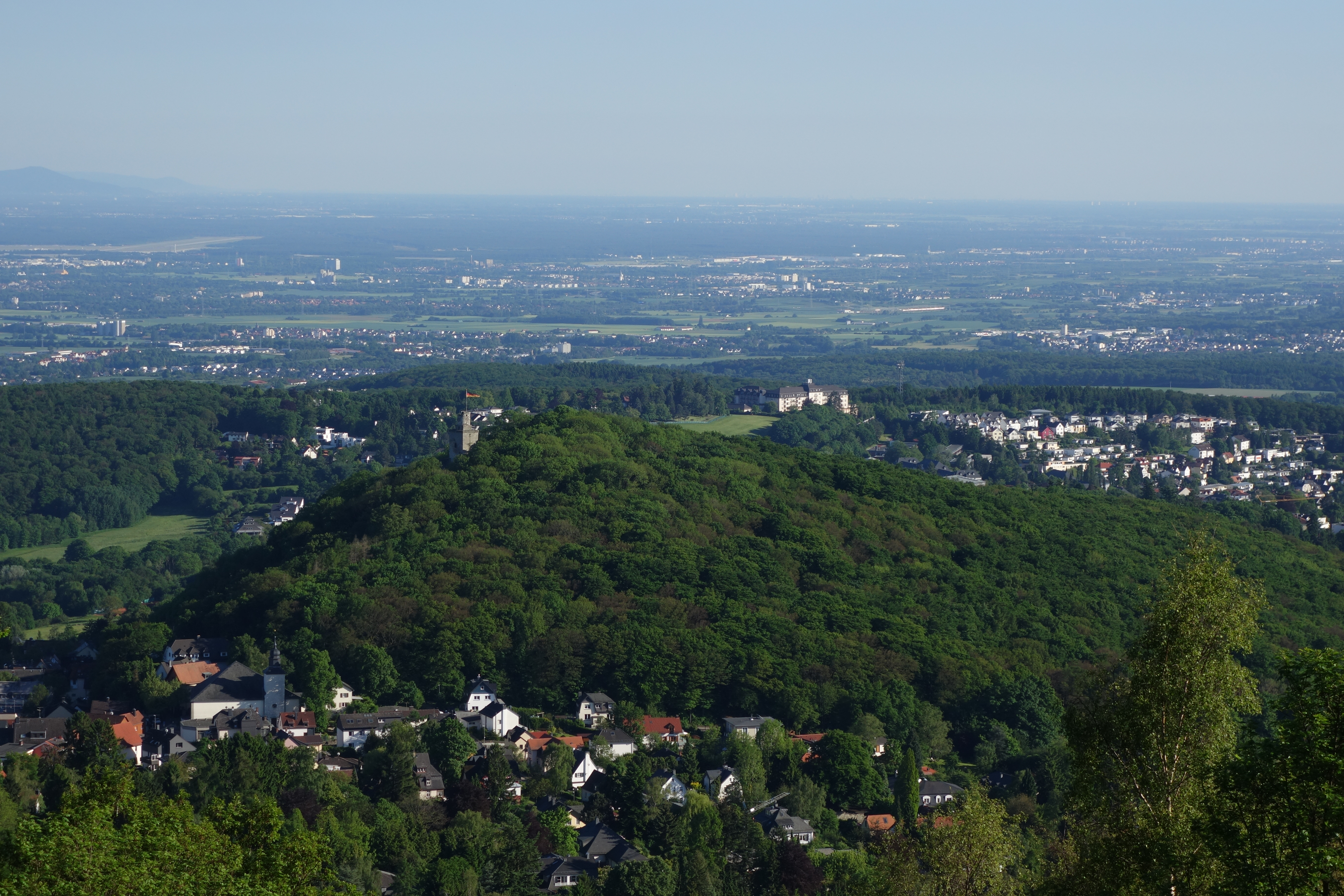
Naturschutzgebiet Burghain Falkenstein im Taunus

In den verschiedenen Naturräumen Hessens wurden 763 Naturschutzgebiete mit einer Gesamtgröße von mehr als 36.000 ha ausgewiesen. Das entspricht etwa 1,7 % der Landesfläche. Außerdem sind 125 Landschaftsschutzgebiete eingerichtet worden.
Im Rahmen des Europäischen Natura2000-Programms wurden 583 FFH-Gebiete sowie 60 EU-Vogelschutzgebiete unter Schutz gestellt.
Es gibt 31 Naturwaldreservate in Hessen mit einer Totalreservatsfläche von 1228 ha. Zahlreiche Einzelbäume, Felsformationen oder kleinere Flächen sind als Naturdenkmale geschützt.
Hessens einziger Nationalpark ist der Nationalpark Kellerwald-Edersee. Ein Teil davon zählt seit 2011 zum UNESCO-Weltnaturerbe „Alte Buchenwälder und Buchenurwälder der Karpaten und anderer Regionen Europas“. Die Grube Messel als eine Fossillagerstätte von Weltrang ist bereits seit 1995 Weltnaturerbe.

## Geschichte

### Geschichte Hessens

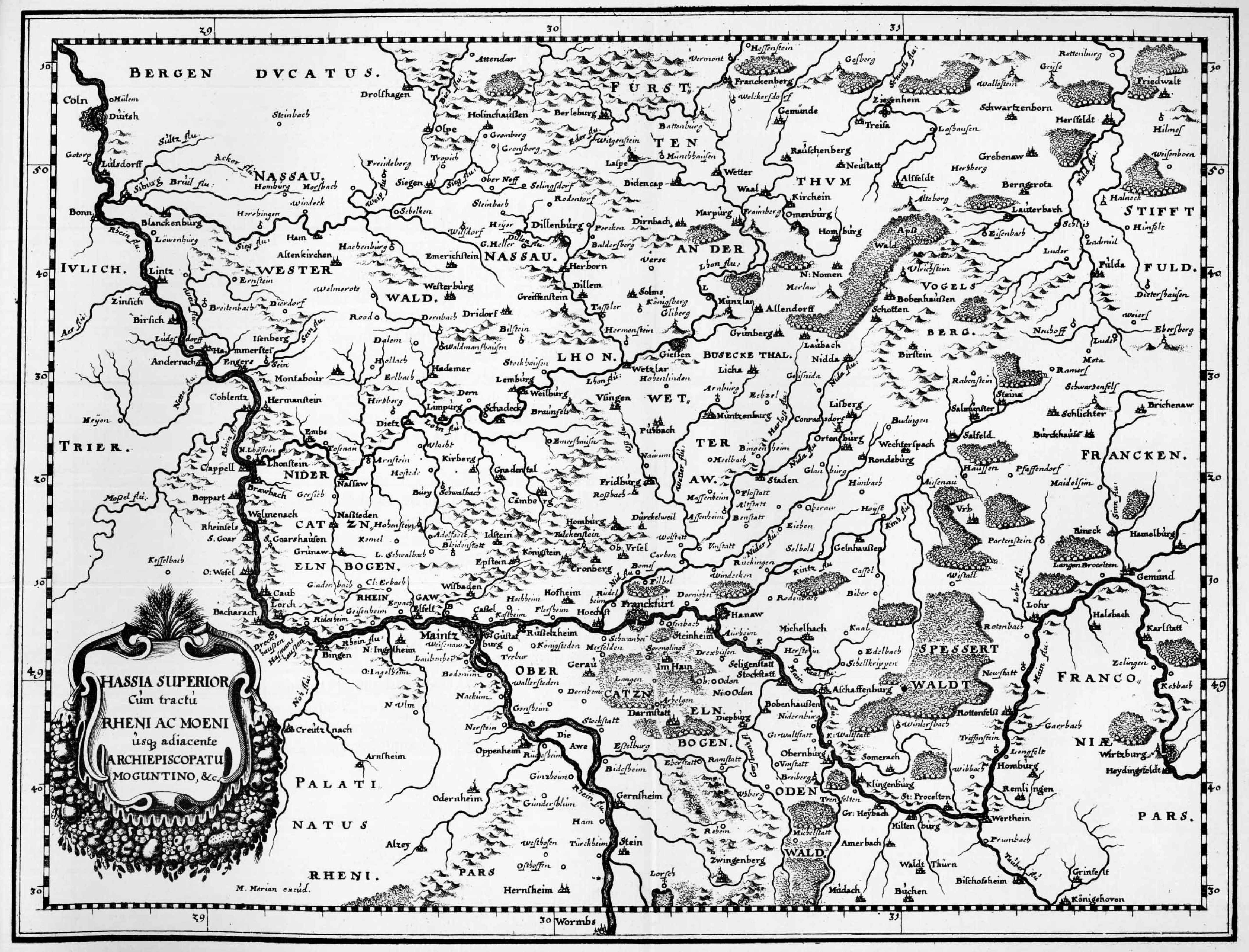
Karte von Oberhessen („Hassia Superior“) aus dem 17. Jahrhundert

Im heutigen Land Hessen sind die ehemaligen Territorien der hessischen Fürstentümer Landgrafschaft Hessen (später unter anderem Hessen-Kassel, Hessen-Darmstadt, Hessen-Rotenburg und Hessen-Homburg), der Grafschaft Erbach, des Fürstentums Solms und große Teile des Herzogtums Nassau, der Grafschaft Hanau, der Grafschaft Isenburg, des Fürstentums Waldeck, der Hochstifte Mainz und Fulda sowie der Freien Reichsstädte Frankfurt am Main, Friedberg, Gelnhausen und Wetzlar respektive der ehemaligen Territorien der Nachfolgestaaten vereint.
Durch Proklamation der amerikanischen Militärregierung vom 19. September 1945 wurden die Grundlagen für das heutige Land Hessen geschaffen, diese vereinigte die preußischen Provinzen Kurhessen und Nassau sowie den Volksstaat Hessen zum Land Groß-Hessen unter Ausschluss der Gebiete im Westen, die Teil der französischen Besatzungszone geworden waren. Dies waren zum einen die nassauischen Landkreise Sankt Goarshausen, Unterlahn, Oberwesterwald, Unterwesterwald und zum anderen Rheinhessen, die linksrheinische Provinz des ehemaligen Volksstaates Hessen, wobei die rechts des Rheins in der amerikanischen Besatzungszone gelegenen Stadtteile der Städte Mainz und Worms in der Besatzungszone verblieben und daher heute (weiterhin) zu Hessen gehören. Die französisch besetzten Gebiete wurden 1946 als Regierungsbezirke Montabaur und Rheinhessen Teil des Landes Rheinland-Pfalz. Die Exklave Wimpfen wurde gegen den mehrheitlichen Widerstand der Bevölkerung und Hessens zumindest de facto Teil des neu gegründeten Landes Württemberg-Baden (siehe Abschnitt „Städte und Gemeinden“). Mit der Annahme der Verfassung des Landes Hessen durch die Volksabstimmung am 1. Dezember 1946 wurde aus dem zuvor gebildeten „Staat Groß-Hessen“ das „Land Hessen“.

### Namensherkunft
Der Name Hessen ist allgemeiner Meinung nach die abgewandelte Form des Stammesnamens der germanischen Chatten, deren Siedlungsschwerpunkt im heutigen Nord- und Mittelhessen lag.

## Bevölkerung

### Einwohnerentwicklung
| Jahr | Einwohner | Ausländer- anteil % |
| ---- | --------- | ------------------- |
| 1946 | 3.973.600 |                     |
| 1950 | 4.323.800 | 00,7                |
| 1960 | 4.729.000 | 01,4                |
| 1970 | 5.382.000 | 05,6                |
| 1980 | 5.601.031 | 08,9                |
| 1990 | 5.763.310 | 10,6                |
| 2000 | 6.068.129 | 11,9                |
| 2011 | 5.971.816 | 11,4                |
| 2015 | 6.176.172 | 14,3                |
| 2016 | 6.213.088 | 15,1                |
| 2017 | 6.243.262 | 15,7                |
| 2018 | 6.265.809 | 16,2                |
| 2019 | 6.288.080 | 16,6                |
| 2020 | 6.293.154 | 16,9                |
| 2021 | 6.295.017 | 17,1                |
| 2022 | 6.391.360 | 18,7                |

### Ausländische Bevölkerung
| Nationalität            | Bevölkerung |
| ----------------------- | ----------- |
| Türkei                  | 159.610     |
| Ukraine                 | 88.075      |
| Rumänien                | 82.010      |
| Polen                   | 80.400      |
| Italien                 | 74.075      |
| Syrien                  | 60.695      |
| Kroatien                | 57.275      |
| Bulgarien               | 55.115      |
| Afghanistan             | 54.835      |
| Griechenland            | 36.470      |
| Serbien                 | 32.585      |
| Spanien                 | 28.800      |
| Bosnien und Herzegowina | 25.565      |
| Indien                  | 24.405      |

### Demografische Entwicklung

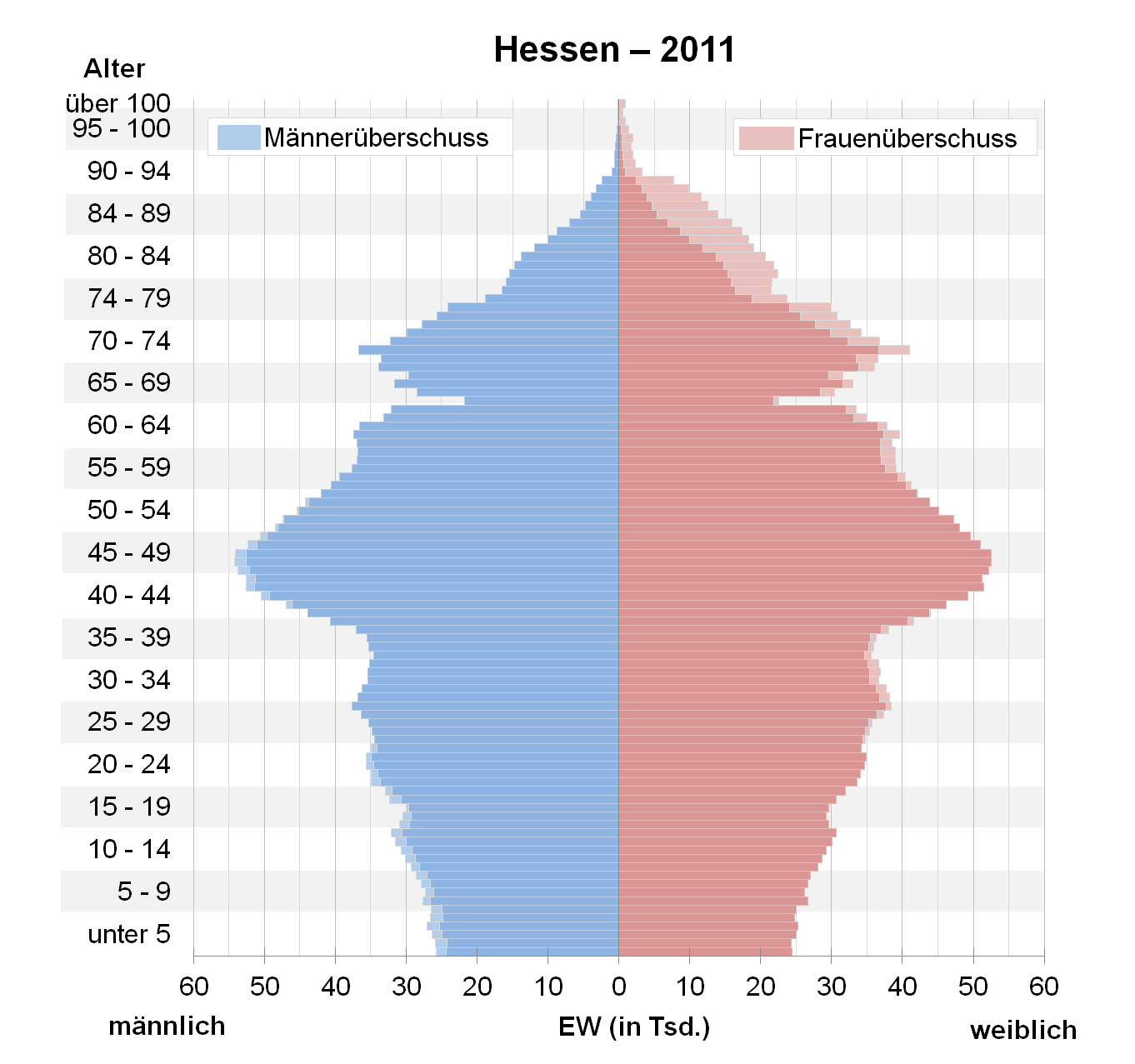
Bevölkerungspyramide für Hessen (Datenquelle: Zensus 2011)

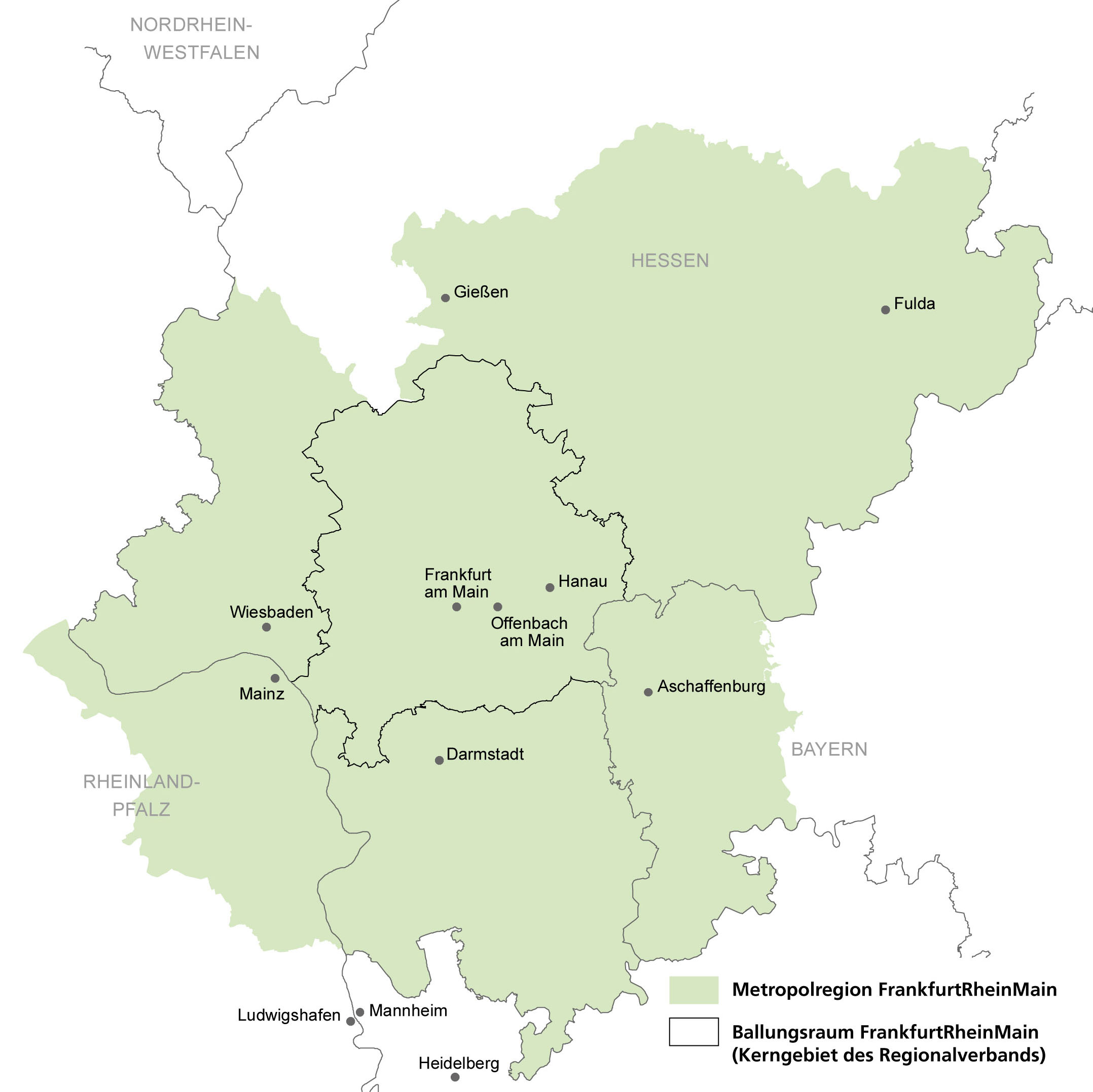
Metropolregion Rhein-Main-Gebiet und Regionalverband FrankfurtRheinMain

Der größte Teil der hessischen Bevölkerung lebt im südlichen Landesteil, im Rhein-Main-Gebiet. Weitere urbane Zentren sind in Mittelhessen Gießen, Marburg und Wetzlar, in Nordhessen Kassel und in Osthessen Fulda. Zur Bevölkerungsentwicklung siehe Bevölkerungsprognose Hessen.
Die Studie Wegweiser Kommune der Bertelsmann Stiftung vom Jahr 2011 kommt auf folgende Bevölkerungsprognose.
| Datum             | Einwohner |
| ----------------- | --------- |
| 31. Dezember 2009 | 6.056.210 |
| 31. Dezember 2015 | 6.034.580 |
| 31. Dezember 2020 | 5.998.640 |
| 31. Dezember 2025 | 5.945.680 |
| 31. Dezember 2030 | 5.871.570 |

### Erwerbstätigkeit
In Hessen waren in den Wirtschaftssektoren „Land-, Forstwirtschaft, Fischerei (Land)“, „Produzierendes Gewerbe (Prod)“ und „Dienstleistungen (Dienst)“ beschäftigt (in Tausend):
| Jahr | Gesamt | Land          | Prod             | Dienst           |
| ---- | ------ | ------------- | ---------------- | ---------------- |
| 1955 | 2.012  | 468 (=23,3 %) | 0.790 (= 39,2 %) | 0.754 (= 37,5 %) |
| 1965 | 2.376  | 233 (=09,8 %) | 1.188 (= 50,0 %) | 0.955 (= 40,2 %) |
| 1975 | 2.329  | 115 (=05,0 %) | 1.063 (= 45,6 %) | 1.151 (= 49,4 %) |
| 1984 | 2.448  | 083 (=03,4 %) | 0.948 (= 38,7 %) | 1.416 (= 57,8 %) |
| 1995 | 2.867  | 058 (=02,0 %) | 0.885 (= 30,9 %) | 1.924 (= 67,1 %) |
| 2004 | 2.994  | 047 (=01,6 %) | 0.716 (= 23,9 %) | 2.231 (= 74,5 %) |
| 2017 | 2.524  | 09 (=00,4 %)  | 0.614 (= 24,3 %) | 1.900 (= 75,3 %) |

### Zuwanderung
Aufgrund seiner zentralen Lage war das Gebiet des heutigen Hessen seit jeher von Zuwanderung geprägt. So sind Friedrichsdorf, Bad Karlshafen, Walldorf und Neu-Isenburg Gründungen von Religionsflüchtlingen wie Hugenotten und Waldensern. Andere Orte wie Trutzhain wurden nach dem Zweiten Weltkrieg von Heimatvertriebenen gegründet. Die größte Gruppe, die in Hessen ansässig wurde, waren vertriebene Deutschböhmen und Deutschmährer, die zusammenfassend häufig als Sudetendeutsche bezeichnet werden. In den 1960er Jahren gelangten sogenannte Gastarbeiter aus Italien, Spanien, Jugoslawien und der Türkei nach Hessen, später Aussiedler und Spätaussiedler aus Rumänien, Polen und der früheren Sowjetunion sowie Zuwanderer aus dem Nahen Osten, Nordafrika, dem subsaharischen Afrika, Iran, Afghanistan und weiteren Staaten Asiens. Zentren der Zuwanderung sind heute die Großstädte im Rhein-Main-Gebiet wie Frankfurt am Main oder Offenbach.
Ende Dezember 2013 lebten 810.639 Ausländer in Hessen, was einem Anteil von 13,4 Prozent an der hessischen Gesamtbevölkerung entspricht. Der Anteil der Bevölkerung mit Migrationshintergrund beträgt 25,5 %, womit Hessen nach Baden-Württemberg den zweithöchsten Migrantenanteil unter den deutschen Flächenländern hat.
Eine Vielzahl von hessischen Städten weisen einen hohen Anteil von Ausländern (melderechtlich registrierte Einwohner ohne deutsche Staatsangehörigkeit) auf. Die höchsten Ausländeranteile in Hessen per 30. Juni 2014 verzeichneten die Städte Offenbach am Main (31,5 %), Kelsterbach (31,0), Raunheim (28,0), Dietzenbach (27,4), Frankfurt am Main (26,8), Rüsselsheim am Main (23,1), Hanau (21,2) und Neu-Isenburg (20,9 %). Alle genannten Städte liegen in der Stadtregion Frankfurt, der Agglomeration um die Kernstadt Frankfurt am Main.

### Religionen und Weltanschauungen

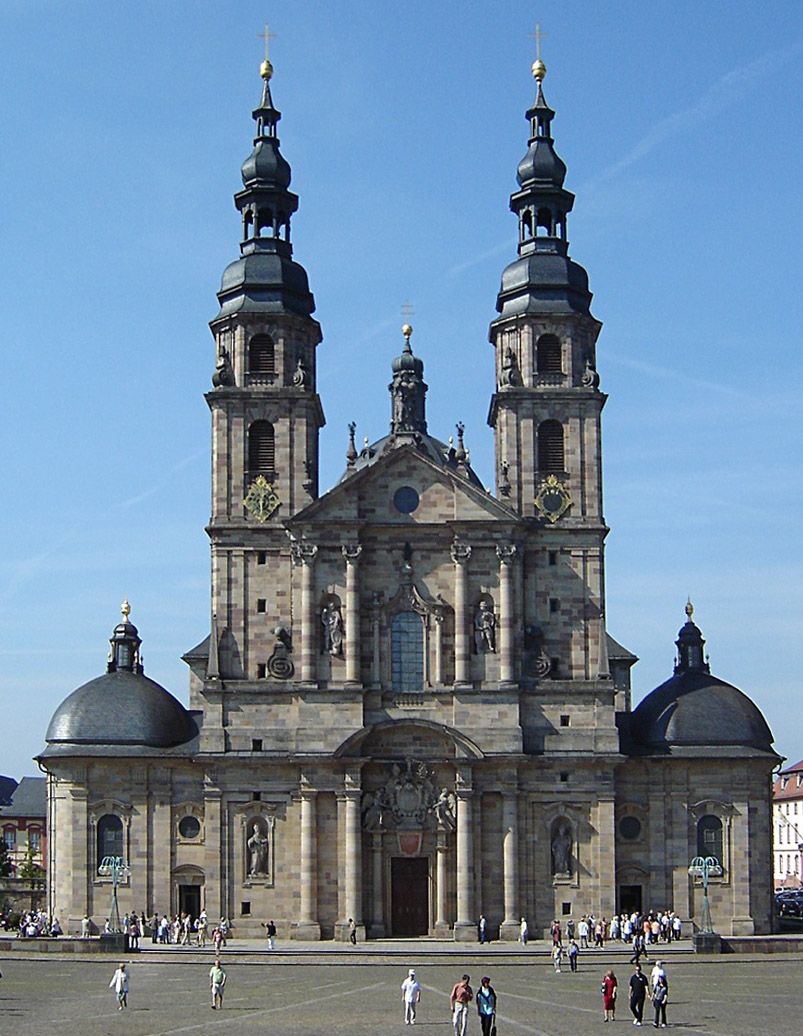
Der Fuldaer Dom: Bischofssitz mit dem Grab des Bonifatius

Mit Stand 2018 gehörten 33,4 % der Bevölkerung den evangelischen Landeskirchen an, 22,3 % waren römisch-katholischen Bekenntnisses und 44,4 % der hessischen Bevölkerung gehörten zu einer anderen oder keiner Religionsgemeinschaft. Ende 2022 hatte Hessen 6.391.360 Einwohner davon waren 29,3 % evangelisch, 19,5 % katholisch und 51,2 % hatte entweder eine andere oder gar keine Religionszugehörigkeit. Die Zahl der evangelischen und katholischen Christen in Hessen verringerte sich von 2001 bis 2018 durchschnittlich um 0,78 % pro Jahr.
Ein Teil der nichtreligiösen Menschen ist in der Humanistischen Gemeinschaft Hessen, einer öffentlich-rechtlichen Weltanschauungsgemeinschaft, organisiert.
Eine  Studie im Auftrag des Hessisches Ministerium für Soziales und Integration kam 2016 zu dem Ergebnis, dass sich 63 % der hessischen Bevölkerung als Christen, drei % als Muslime und ein % als Anhänger einer sonstigen Religionsgemeinschaft bezeichneten. 32 % gaben laut der Studie an, konfessionslos zu sein.

### Gesundheit
Die durchschnittliche Lebenserwartung lag im Zeitraum 2015/17 bei 79,0 Jahren für Männer und bei 83,4 Jahren für Frauen. Die Männer belegen damit unter den deutschen Bundesländern Rang 3, während Frauen Rang 4 belegen. Regional hatten 2013/15 der Hochtaunuskreis (Erwartung der Gesamtbevölkerung: 82,76 Jahre), der Main-Taunus-Kreis (82,40) und der Landkreis Offenbach (82,19) die höchste; Limburg-Weilburg (80,22), der Schwalm-Eder-Kreis (80,04) und der Werra-Meißner-Kreis (79,75) die niedrigste Lebenserwartung.
2017 gab es in Hessen 159 Krankenhäuser mit 36.432 Betten. Das Land hatte 12.756 hauptamtliche Ärzte, 535 Belegärzte und über weitere 66.426 Beschäftigte in Krankenhäusern.

## Politik

### Hessische Verfassung
Die Hessische Verfassung vom 1. Dezember 1946 ist die älteste heute noch geltende Verfassung eines deutschen Landes. Die Verfassung ist in zwei Hauptteile gegliedert. Von den 161 Verfassungsartikeln befassen sich die ersten 63 Artikel mit den Grundrechten. Im zweiten Hauptteil ist der Staatsaufbau geregelt. Hier werden die Staatsorgane, die zur Ausübung der Staatsgewalt berufen sind, mit ihren Aufgaben, Rechten und Pflichten beschrieben (siehe Abschnitt „Staatsaufbau“ weiter unten). In der Verfassung bekennt sich Hessen zu Frieden, Freiheit, Völkerverständigung und zur (bei Inkrafttreten der Verfassung noch zu schaffenden) deutschen Republik. Der Krieg ist geächtet. In der Verfassung ist ein Widerstandsrecht gegenüber verfassungsfeindlichen Gesetzen und Handlungen verankert.
Bis zum Jahr 2018 gab es in der hessischen Verfassung die Option der Todesstrafe, was durch Bundesgesetz allerdings gebrochen wurde und somit keine Anwendung in Hessen finden konnte. Diese Option ist zeitgleich mit der Landtagswahl in Hessen 2018 per Volksentscheid gestrichen worden.
Seit 2018 gibt es auch in Hessen ein Datenschutz- und Informationsfreiheitsgesetz (HDSIG). Es gewährleistet in § 80 Abs. 1 den freien Zugang hessischer Bürger zu Informationen der öffentlichen Verwaltung (Informationsfreiheitsgesetz).
Der erste verfassungsmäßig gewählte Ministerpräsident war Christian Stock. Mit Verkündung des Grundgesetzes am 23. Mai 1949 wurde Hessen zu einem Land der Bundesrepublik Deutschland.

### Regierungssystem

#### Allgemein
Hessen ist laut seiner Verfassung Glied der deutschen Republik, was den Anspruch auf Mitgliedschaft in einem (zum Zeitpunkt des Beschlusses der Verfassung) neu zu schaffenden deutschen Staat ausdrückte. Die Staatsform ist eine demokratische und parlamentarische Republik.

#### Legislative – Landtag

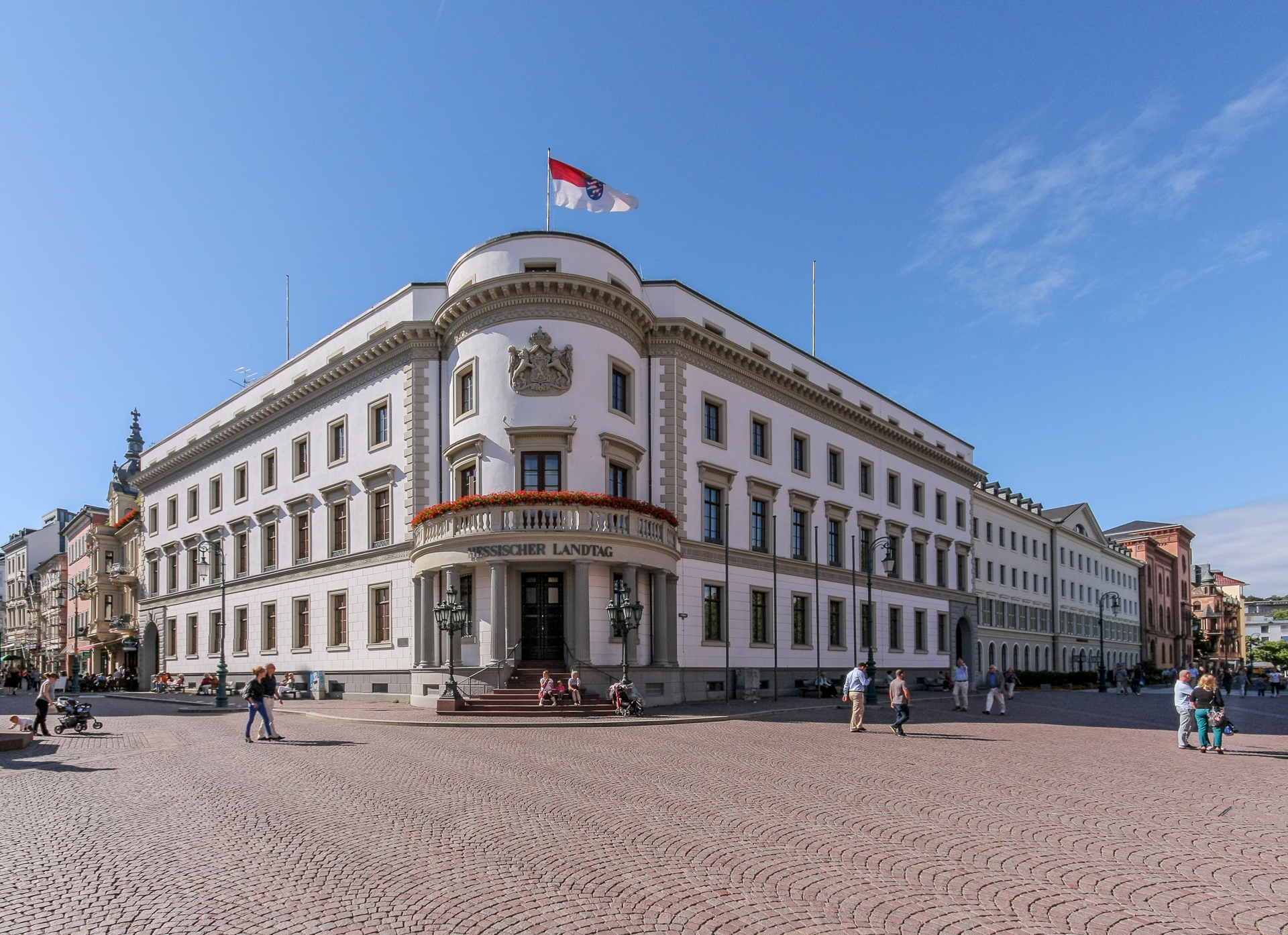
Hessischer Landtag im Wiesbadener Stadtschloss (2012)

Die gesetzgebende Gewalt – die Legislative – wird vom Landtag ausgeübt, soweit sie nicht dem Volk durch Volksentscheid zugedacht ist. Der Landtag besteht aus den vom Volk gewählten Abgeordneten.
Das passive Wahlrecht haben alle Stimmberechtigten, die das 18. Lebensjahr vollendet haben.
Alle Parteien mit mehr als fünf Prozent der Wählerstimmen sind im Landtag vertreten. Die Legislaturperiode beträgt seit dem Jahr 2003 fünf Jahre, davor waren es vier Jahre.

#### Exekutive – Landesregierung

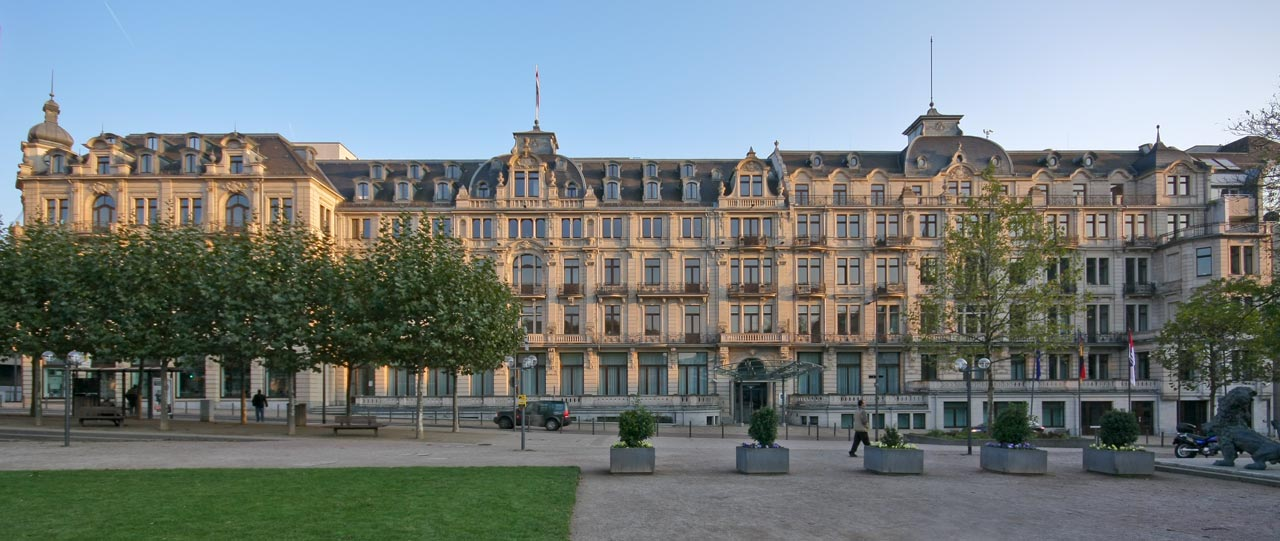
Die Hessische Staatskanzlei in Wiesbaden, Sitz der Landesregierung

Die ausführende Gewalt – die Exekutive – ist die Hessische Landesregierung und die ihr unterstellte Landesverwaltung. Die Landesregierung setzt sich aus dem Ministerpräsidenten und den Ministern zusammen. Der Ministerpräsident bestimmt die Richtlinien der Regierungspolitik und ist dafür dem Landtag verantwortlich. Innerhalb dieser Richtlinien leitet jeder Minister den ihm anvertrauten Geschäftszweig selbständig und unter eigener Verantwortung gegenüber dem Landtage. Der Ministerpräsident vertritt das Land Hessen nach außen.
Der Landtag wählt ohne Aussprache in geheimer Abstimmung den Ministerpräsidenten mit mehr als der Hälfte der gesetzlichen Zahl seiner Mitglieder. Der Ministerpräsident ernennt daraufhin die Minister.
Eine Besonderheit ist, dass Angehörige der Adelshäuser/Familien, die bis 1918 in Deutschland oder einem anderen Land regiert haben oder in einem anderen Land regieren, nicht Mitglieder der Landesregierung werden können.

#### Judikative – Landesgerichte
Die rechtsprechende Gewalt – die Judikative – wird vom Staatsgerichtshof und den weiteren Gerichten des Landes ausgeübt. Der Staatsgerichtshof besteht aus elf Mitgliedern, und zwar fünf Richtern und sechs vom Landtag nach den Grundsätzen der Verhältniswahl gewählten Mitgliedern, die nicht dem Landtag angehören dürfen. Der Staatsgerichtshof entscheidet über die Verfassungsmäßigkeit der Gesetze, die Verletzung der Grundrechte, bei Anfechtung des Ergebnisses einer Volksabstimmung, über Verfassungsstreitigkeiten sowie in den in der Verfassung und den Gesetzen vorgesehenen Fällen. In Hessen gibt es dabei noch die Besonderheit, dass hier die Institution eines Landesanwaltes besteht, der aus eigenem Antrieb bei Staatsgerichtshof die Prüfung der Verfassungsmäßigkeit eines Gesetzes veranlassen kann.

### Landespolitik

Sitzverteilung im 2014 konstituierten Landtag

Von 1945 bis 1987 stellte die SPD den hessischen Ministerpräsidenten. Das Land wurde daher häufig als rotes Hessen bezeichnet. Bis 1970 war die SPD auch stärkste Partei. Ab dieser Zeit gelang es erstmals der CDU, stärkste Partei zu werden; die Regierung wurde jedoch bis 1982 durch eine Koalition von SPD und FDP gestellt. Nachdem als Ergebnis der Landtagswahl in Hessen 1982 die Grünen, die sich damals noch als Fundamentalopposition verstanden, erstmals in den Hessischen Landtag eingezogen waren, gab es keine regierungsfähige Mehrheit. Dieser Zustand endete erst Ende 1985, als die bundesweit erste rot-grüne Landesregierung zustande kam. Anfang 1987 zerbrach diese wieder. Aus der folgenden vorgezogenen Neuwahl gingen CDU und FDP als Wahlsieger hervor. Seither gab es bei jeder Wahl knappe Mehrheiten im Land, oftmals mit nur einem Sitz. Von 1991 bis 1999 regierten erneut SPD und Grüne, ehe es 1999 zu einer Koalition aus CDU und FDP unter Roland Koch kam. Im Jahr 2003 erhielt die CDU zum ersten Mal in Hessen die absolute Mehrheit im Parlament (56 Sitze).

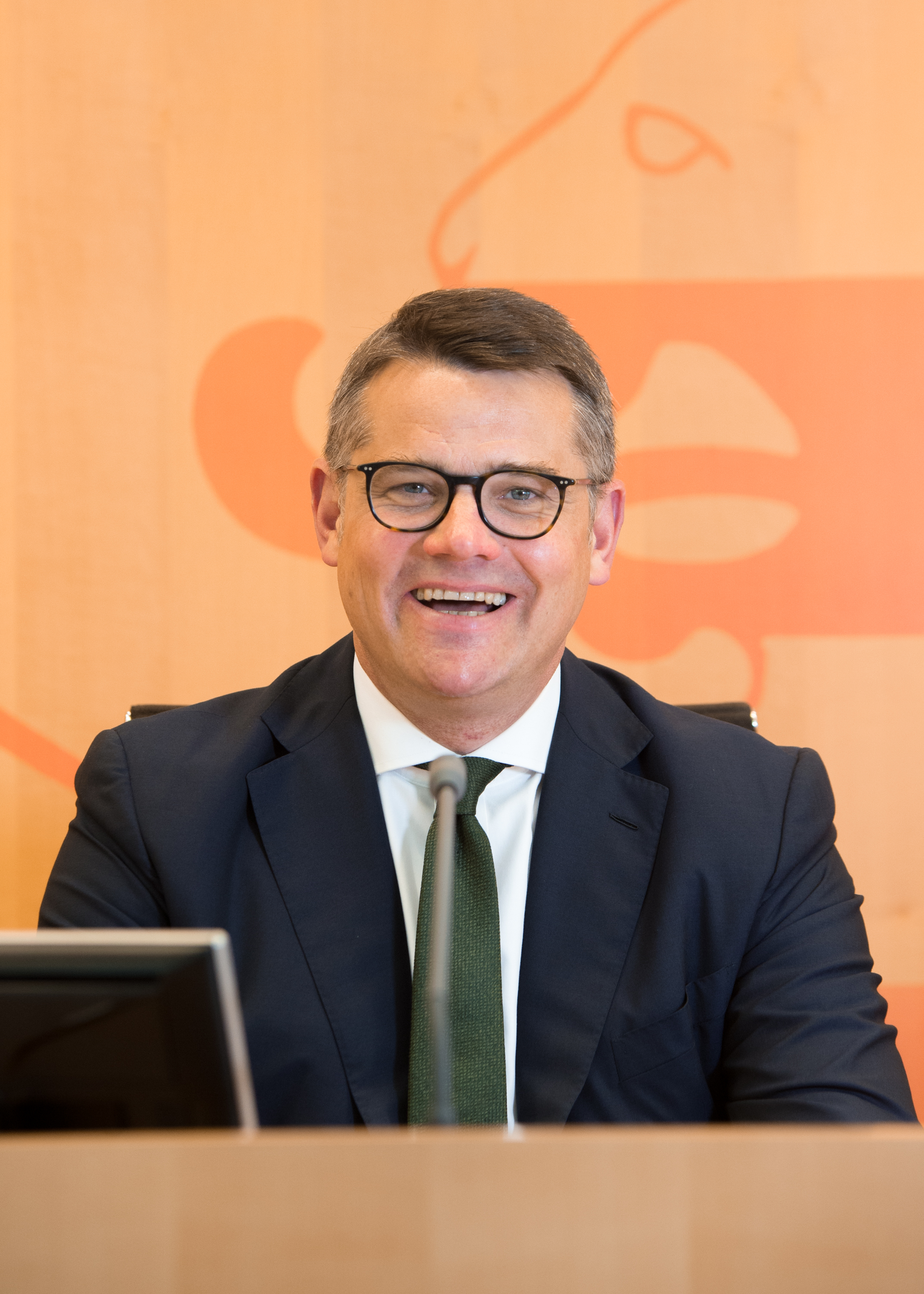
Boris Rhein (CDU) ist seit 2022 Ministerpräsident Hessens

Bei der Landtagswahl am 27. Januar 2008 konnte die CDU ihre Mehrheit nicht verteidigen. Der erstmalige Einzug der Partei Die Linke, auch wenn diese mit 5,1 % Stimmenanteil die Fünf-Prozent-Hürde nur knapp überwand, bewirkte, dass keine der von den Parteien im Vorfeld angestrebten Regierungskoalitionen (CDU/FDP bzw. SPD/Grüne) eine Mehrheit fand. In den folgenden Wochen scheiterten alle Versuche der in den Landtag gewählten Parteien, eine regierungsfähige Mehrheit zusammenzustellen, zu der entweder zwei große Parteien (CDU und SPD) oder eine große und zwei kleinere Parteien (FDP, Grüne bzw. Linke) erforderlich wären. So wählte der neue Landtag in seiner konstituierenden Sitzung am 5. April 2008 keinen Ministerpräsidenten, was nach Artikel 113 der Hessischen Verfassung zur Folge hatte, dass die bisherige CDU-Regierung unter Roland Koch bis auf weiteres geschäftsführend im Amt verblieb. Anfang November scheiterte ein weiterer Versuch der SPD-Spitzenkandidatin Andrea Ypsilanti, eine Mehrheit mit Hilfe der Grünen und der Linken zu erreichen, an mangelnder Unterstützung in der eigenen Fraktion. In der Folge stimmten alle Fraktionen für die Auflösung des Landtages und ermöglichten dadurch Neuwahlen am 18. Januar 2009. Diese brachten eine deutliche Mehrheit für CDU und FDP, so dass Roland Koch am 5. Februar 2009 erneut zum Ministerpräsidenten einer Regierung aus CDU und FDP gewählt wurde. Am 31. August 2010 wurde Volker Bouffier nach dem Rücktritt Kochs zum Ministerpräsidenten gewählt. Bei der Landtagswahl in Hessen 2013 konnten Union und FDP ihre Mehrheit allerdings nicht halten – ebenso gelang es SPD und Grünen nicht, eine Mehrheit ohne die Linke zu erringen. Die Union führte sowohl mit der SPD als auch mit den Grünen Gespräche. Schließlich kam es unter Bouffier zur ersten Koalition zwischen Union und Grünen in einem Flächenland. Auch nach der Landtagswahl in Hessen 2018 konnte die schwarz-grüne Koalition unter Ministerpräsident Bouffier ihre Arbeit fortsetzen. Nach dem Rücktritt Bouffiers wurde am 31. Mai 2022 Boris Rhein zum Ministerpräsidenten gewählt. Nach der Landtagswahl in Hessen 2023 trat die CDU in Gespräche mit der SPD ein, sodass im Januar 2024 eine neue Landesregierung von CDU und SPD unter der Führung Rheins gebildet wurde.

### Vermögenslage
Das Land Hessen hat als erstes deutsches Land eine Staatsbilanz aufgestellt. Im Gegensatz zu Staatsbilanzen, die auf Daten der volkswirtschaftlichen Gesamtrechnung beruhen, wurde die Staatsbilanz Hessens in Anlehnung an die Regeln des Handelsgesetzbuchs erarbeitet. D. h., es wurden eine Inventur der Vermögenswerte und Schulden und deren Bewertung vorgenommen. Die Eröffnungsbilanz wurde zum Stichtag 1. Januar 2009 aufgestellt, die Jahresabschlüsse werden jährlich zum 31. Dezember aufgestellt. Der letzte vorliegende Jahresabschluss ist für das Jahr 2011. Die Eröffnungsbilanz und die Jahresabschlüsse wurden von der Wirtschaftsprüfungsgesellschaft PricewaterhouseCoopers geprüft und testiert.
| Geschäftsjahr     | Aktiva (ohne negatives Eigenkapital, in Mio. EUR) | Passiva (Mio. EUR) | Negatives Eigenkapital (Mio. EUR) | Anteil negatives Eigenkapital (in Prozent der Bilanzsumme) |
| ----------------- | ------------------------------------------------- | ------------------ | --------------------------------- | ---------------------------------------------------------- |
| 1. Januar 2009    | 30.623                                            | 088.502            | 057.879                           | 65,40                                                      |
| 31. Dezember 2009 | 35.500                                            | 100.400            | 064.900                           | 64,64                                                      |
| 31. Dezember 2010 | 36.186                                            | 102.939            | 066.753                           | 64,85                                                      |
| 31. Dezember 2011 | 37.511                                            | 108.131            | 070.620                           | 65,31                                                      |
| 31. Dezember 2012 | 36.791                                            | 118.045            | 081.254                           | 68,83                                                      |
| 31. Dezember 2013 | 36.210                                            | 123.556            | 087.346                           | 70,69                                                      |
| 31. Dezember 2014 | 39.117                                            | 129.336            | 090.219                           | 69,76                                                      |
| 31. Dezember 2015 | 39.850                                            | 144.441            | 104.591                           | 72,41                                                      |

Aus der Differenz von Vermögenswerten und Schulden ergibt sich das Eigenkapital, das im Falle Hessens negativ ist. Das bedeutet, dass das Land überschuldet ist. Die Verschuldungsquote ist in den Jahren 2009 bis 2011 annähernd konstant geblieben, hat sich seit 2012 aber verschlechtert.
Da Hessen neben Bayern und Baden-Württemberg aufgrund seiner Finanzkraft zu den wenigen Nettozahlern im Länderfinanzausgleich gehört, ist zu vermuten, dass die Vermögenslage der meisten deutschen Länder eher schlechter ist. Allerdings ist ein Vergleich mit den Stadtstaaten schwierig, weil die Staatsbilanzen von Flächenländern nicht die Vermögenswerte der Kommunen enthalten. Nach der Prognose im Geschäftsbericht 2011 wird das negative Eigenkapital bis 2020 auf rund 90 Milliarden Euro anwachsen und sich von 2021 bis 2025 auf 85 Milliarden Euro verringern. Im Geschäftsbericht 2013 heißt es: „Die Landesregierung geht […] perspektivisch von der Möglichkeit einer Rückführung des nicht durch Eigenkapital gedeckten Fehlbetrages aus. Für das Jahr 2014 wird mit einem Jahresfehlbetrag von ca. 3,1 Mrd. Euro gerechnet.“
Zusätzlich zu den Bilanzen erstellt das Land Hessen ebenfalls kameralistische Jahresabschlüsse. Das Haushaltsjahr ist das Kalenderjahr. Diese folgen den Vorgaben des Haushaltsgrundsätzegesetzes. Damit sind sie mit den Abschlüssen anderer Bundesländer vergleichbar. Allerdings ermöglichen sie keine Übersicht über die Vermögenslage. Für das Haushaltsjahr 2013 hat die Landesregierung mit der Haushaltsrechnung über die Einnahmen und Ausgaben sowie den Produkthaushalt des Landes Rechenschaft abgelegt.
Nach einem Urteil des Staatsgerichtshofes des Landes Hessen vom 27. Oktober 2021 hat die Hessische Landesregierung die Milliardenkredite für die Corona-Hilfen neu zu regeln. Der Staatsgerichtshof begründete seine Entscheidung damit, dass die Landesregierung mit dem Sondervermögen die haushaltsrechtlichen Kompetenzen überschritten habe. Es hätte andere Formen der Krisenbewältigung gegeben. Die Landesregierung habe nun eine Übergangsfrist bis Ende März 2022 erhalten, um die Verfassungswidrigkeit zu beenden. Das kreditfinanzierte Sondervermögen des Landes hat ein Volumen von insgesamt 12 Milliarden Euro. Mit dem Sondervermögen sollten die Folgen der COVID-19-Pandemie abgemildert werden.

### Europapolitik
Das Land Hessen vertritt seine Interessen in der Europäischen Union durch Mitwirkung in verschiedenen Organen und Gremien, hessische Abgeordnete sind im Europäischen Parlament vertreten. Zudem unterhält das Land Hessen eine Ständige Vertretung in Brüssel, außerdem entsendet Hessen Mitglieder in den Ausschuss der Regionen oder wirkt über die regionalen Europaabgeordneten in Brüssel mit. Im November 2010 hat die Landesregierung außerdem ihre europapolitische Strategie mit dem Titel „Hessens Chancen in Europa wahrnehmen“ verabschiedet.
Die hessische Europapolitik wird durch die Hessische Ministerin für Bundes- und Europaangelegenheiten koordiniert, die bei der hessischen Staatskanzlei angesiedelt ist. In Brüssel unterhält die hessische Landesregierung eine Vertretung unter der Leitung von Lucia Puttrich. Im Hessischen Landtag ist für die europapolitischen Querschnittsthemen der Europaausschuss zuständig, derzeit unter Vorsitz von Aloys Lenz (CDU). Über die Unterrichtung des Landtages durch die Landesregierung in Angelegenheiten der Europäischen Union wurde im Jahr 2011 eigens eine Vereinbarung getroffen.

### Hoheitszeichen
Zu den Hoheitszeichen des Landes Hessen zählen das Landeswappen, die Landesflagge, die Landesdienstflagge, das Landessiegel, das Amtsschild der Landesbehörden und die rot-weiße Landeskokarde.
Ausgeschrieben wird der Landesname in Versalien, dabei wird ebenso wie auf allen amtlichen Publikationen die Schriftart Avenir verwendet.

Landeswappen
Landesflagge
Landesdienstflagge
Logo der Hessischen Landesregierung
Nichtamtliches Wappenzeichen (Hessenzeichen) in roter Ausführung
Nichtamtliches Wappenzeichen (Hessenzeichen) in weißer Ausführung

#### Landeswappen
| Wappen des Landes Hessen | Blasonierung: „Das Landeswappen zeigt im blauen Schilde einen neunmal silbern und rot geteilten steigenden Löwen mit goldenen Krallen. Auf dem Schilde ruht ein Gewinde aus goldenem Laubwerk mit von blauen Perlen gebildeten Früchten.“   |
| Wappen des Landes Hessen | Wappenbegründung: Das Landeswappen mit dem rot-weißen Löwen auf blauem Grund mit goldener Krone ist ein Entwurf des 1921 in Ostpreußen geborenen Künstlers Gerhard Matzat, das dieser 1949 für das neu gebildete Bundesland Hessen entwarf. |

#### Wappenzeichen
Da das Wappen durch seine hoheitliche Funktion nur von den hessischen Behörden geführt werden darf, hat das Land im Jahr 1981 das „Hessenzeichen“ veröffentlicht, das frei verwendet werden darf. Damit kam Hessen dem Wunsch von Privatpersonen, Vereinen und Unternehmen nach, deren Verbundenheit zu ihrem Land mit einem Symbol zum Ausdruck zu bringen. Es besteht aus der leicht abgewandelten und stilisierten Wappenfigur des Löwen und kann wahlweise in Schwarz oder in den Landesfarben Weiß oder Rot verwendet werden.

#### Wappenfigur
Hessenlöwe oder bunter Löwe ist der Name für die Wappenfigur im Wappen von Hessen. Dieser Name bezieht sich auf das weiß-rot-gestreifte Wappentier mit der ausgeschlagenen Zunge in Rot. Es ist ein von Silber und Rot neunmal geteilter Löwe.
Der Löwe wurde ursprünglich von den Ludowingern benutzt, die auch Landgrafen in Thüringen waren. Er wird bis heute in Hessens Wappen verwendet. Die älteste Wappendarstellung ist der Wappenschild Landgraf Konrads von Thüringen († 1240), Regent von Hessen (bis 1234) und Hochmeister des Deutschen Ordens (ab 1239), auf seinem Grabmal im Landgrafenchor der Elisabethkirche in Marburg.
Zur Zeit als Großherzogtum war er ein gekrönter, goldbewehrter, von Silber und Rot neunmal geteilter Löwe mit Doppelschweif im blauen Schild und schwang mit der rechten Pranke ein Schwert. In vielen Wappen des Landes ist er anzutreffen und verkörpert die Zugehörigkeit zu selbigem. Entweder ist er ganz dargestellt oder er ist wachsend (halber Löwe, nur Oberkörper).

#### Landesflagge

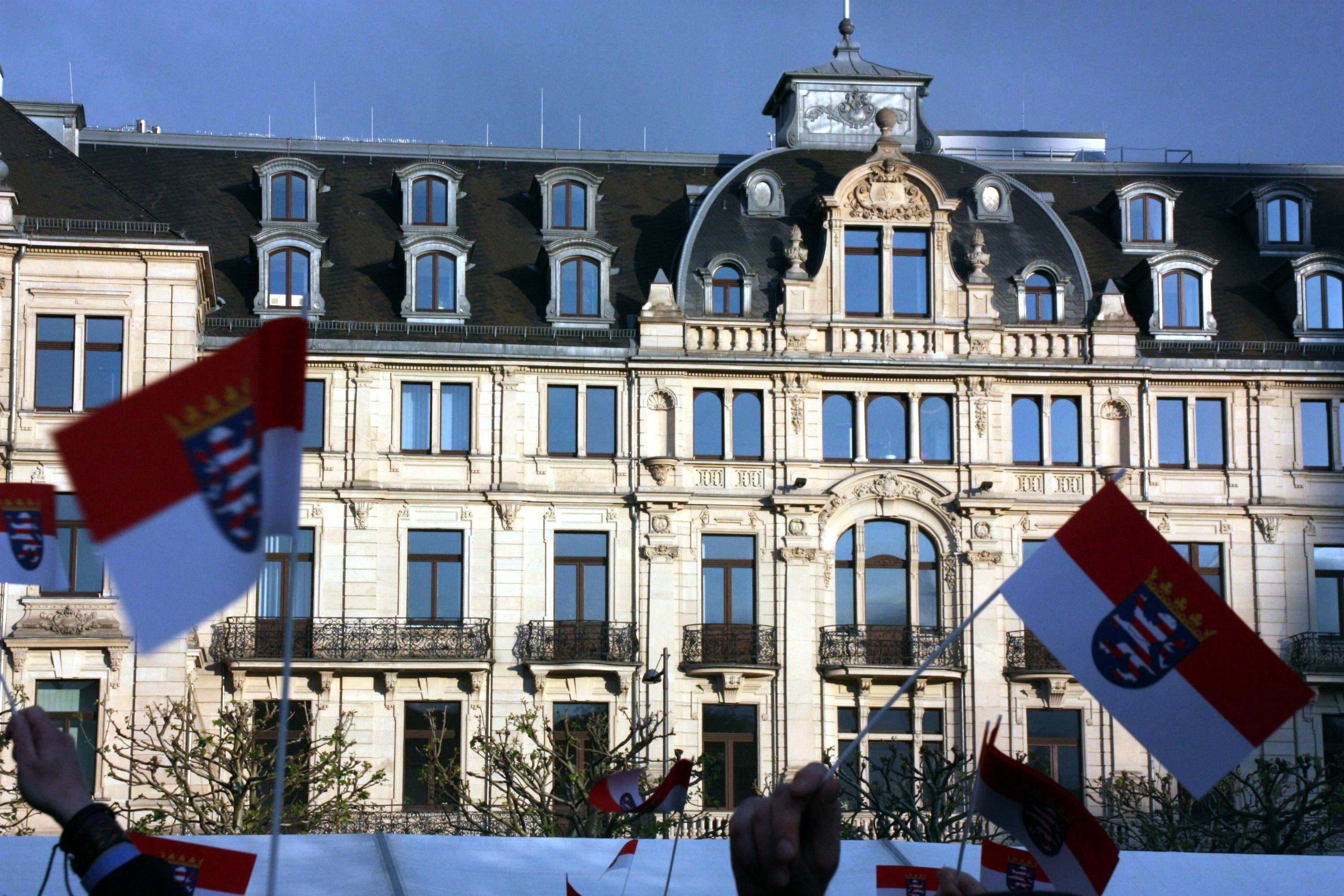
Hessen schwenken Flaggen vor der hessischen Staatskanzlei in Wiesbaden

„Die Landesflagge besteht aus einem oberen roten und einem unteren weißen Querstreifen; die Höhe der Flagge verhält sich zu ihrer Länge wie 3:5. Die Landesflagge ist zugleich Handelsflagge. Die Landesdienstflagge ist die Landesflagge, die in der Mitte das Landeswappen zeigt.“
Die rot-weiße Farbgebung der Landesflagge ist dem Wappentier entnommen; die Landesdienstflagge darf nur von hessischen Dienststellen, wie zum Beispiel den Ministerien, verwendet werden.

#### Landessiegel
Das Landessiegel zeigt die Wappenfigur, den Löwen. Das große Landessiegel ist ein Prägesiegel und zeigt die Wappenfigur des Landes ohne Umschrift, von einem Gewinde aus Laubwerk umgeben. Das kleine Landessiegel zeigt die Wappenfigur des Landes mit einer die siegelführende Stelle bezeichnenden Umschrift. Es wird als Prägesiegel, Siegelmarke oder Farbdruckstempel (aus Metall oder Gummi) benutzt. Das kleine Landessiegel soll einen Durchmesser von dreieinhalb Zentimetern haben.
Das kleine Landessiegel führen die staatlichen Verwaltungen, die Leiter staatlicher Schulen und Hochschulen, die von der Landesregierung bestellten, zur Führung eines amtlichen Siegels ermächtigten Urkundspersonen (Notare) und die Standesämter.
Die zuständige oberste Landesbehörde kann mit Zustimmung des Ministers des Innern Körperschaften, Anstalten und Stiftungen des öffentlichen Rechts, die der Aufsicht der Landesregierung unterstehen, die Verwendung der Wappenfigur des Landes in ihren Siegeln gestatten, wenn sie landeswichtige Hoheitsaufgaben wahrnehmen. Die Wappenfigur wird im unteren Halbkreis des Siegels, die Bezeichnung der siegelführenden Stelle im oberen Halbkreis des Siegels angebracht.

#### Amtsschild
Das Amtsschild der Landesbehörden ist ein weißes Rechteck, auf dem sich das Landeswappen befindet. Unter dem Wappen ist ohne Angabe des Ortes die Bezeichnung der Behörde in schwarzer Schrift angebracht. Das Amtsschild kennzeichnet den Eingang einer Landesbehörde.

### Hymne
Die offizielle Hymne des Landes Hessen ist das Hessenlied. Das Hessenlied entstand bereits in der Zeit des Deutschen Kaiserreiches. Die Melodie komponierte der aus Besse stammende Kasseler Musiklehrer Albrecht Brede (1834–1920), den dazugehörenden Text verfasste der Lyriker Carl Preser (1828–1910).

### Partnerschaften
Das Land Hessen unterhält folgende Partnerschaften:
|  | Bursa                  | Türkei             | 21. Oktober 2010   |
|  | Emilia-Romagna         | Italien            | 29. Juli 1992      |
|  | Jaroslawl              | Russland           | 16. Oktober 1991   |
|  | Woiwodschaft Großpolen | Polen              | 7. Dezember 2000   |
|  | Wisconsin              | Vereinigte Staaten | 20. September 1976 |

### Vertretungen
Das Land Hessen zeigt sich im Ausland in Form von ständigen Vertretungen bei der Europäischen Union in Brüssel und Repräsentanzen für Wirtschaftsfragen (Vereinigte Staaten, Volksrepublik China, Ungarn, Kuba, Russland, Polen und Iran). Hinzu kommt in Berlin die Hessische Landesvertretung beim Bund.

## Verwaltungsgliederung

### Regierungsbezirke
Hessen war bei seiner Gründung verwaltungsmäßig in drei Regierungsbezirke aufgeteilt: Darmstadt, Kassel und Wiesbaden. Im Jahr 1968 wurde der Regierungsbezirk Wiesbaden aufgelöst und mit dem Darmstädter Regierungsbezirk vereinigt. In dem Bestreben nach mehr Bürgernähe wurde 1981 der Regierungsbezirk Gießen neu eingerichtet, so dass es heute wieder drei Regierungsbezirke gibt. Diese sind in fünf kreisfreie Städte und 21 Landkreise mit 421 kreisangehörigen Gemeinden aufgeteilt.

### Landkreise
Folgende Landkreise bestehen in Hessen (eingeordnet in die jeweiligen Regierungsbezirke):
| Landkreis                              | Einwohner                              | Kreisstadt                                                    |
| Regierungsbezirk Darmstadt (Südhessen) | Regierungsbezirk Darmstadt (Südhessen) | Regierungsbezirk Darmstadt (Südhessen)                        |
| -------------------------------------- | -------------------------------------- | ------------------------------------------------------------- |
| Landkreis Bergstraße                   | 274.169                                | Heppenheim (Bergstraße)                                       |
| Landkreis Darmstadt-Dieburg            | 302.021                                | Darmstadt                                                     |
| Kreis Groß-Gerau                       | 268.310                                | Groß-Gerau                                                    |
| Hochtaunuskreis                        | 241.664                                | Bad Homburg vor der Höhe                                      |
| Main-Kinzig-Kreis                      | 420.914                                | Gelnhausen (seit dem 1. Juli 2005), davor Hanau               |
| Main-Taunus-Kreis                      | 238.775                                | Hofheim am Taunus                                             |
| Odenwaldkreis                          | 093.846                                | Erbach (Odenwald)                                             |
| Landkreis Offenbach                    | 358.022                                | Dietzenbach (seit dem 21. Juni 2002), davor Offenbach am Main |
| Rheingau-Taunus-Kreis                  | 185.651                                | Bad Schwalbach                                                |
| Wetteraukreis                          | 311.593                                | Friedberg (Hessen)                                            |
| Regierungsbezirk Gießen (Mittelhessen) |                                        |                                                               |
| Landkreis Gießen                       | 268.418                                | Gießen                                                        |
| Lahn-Dill-Kreis                        | 254.074                                | Wetzlar                                                       |
| Landkreis Limburg-Weilburg             | 173.830                                | Limburg an der Lahn                                           |
| Landkreis Marburg-Biedenkopf           | 242.805                                | Marburg                                                       |
| Vogelsbergkreis                        | 101.163                                | Lauterbach (Hessen)                                           |
| Regierungsbezirk Kassel (Nordhessen)   |                                        |                                                               |
| Landkreis Fulda                        | 222.283                                | Fulda                                                         |
| Landkreis Hersfeld-Rotenburg           | 117.414                                | Bad Hersfeld                                                  |
| Landkreis Kassel                       | 231.073                                | Kassel                                                        |
| Schwalm-Eder-Kreis                     | 180.071                                | Homberg (Efze)                                                |
| Landkreis Waldeck-Frankenberg          | 155.126                                | Korbach                                                       |
| Werra-Meißner-Kreis                    | 97.695                                 | Eschwege                                                      |

### Kreisfreie Städte

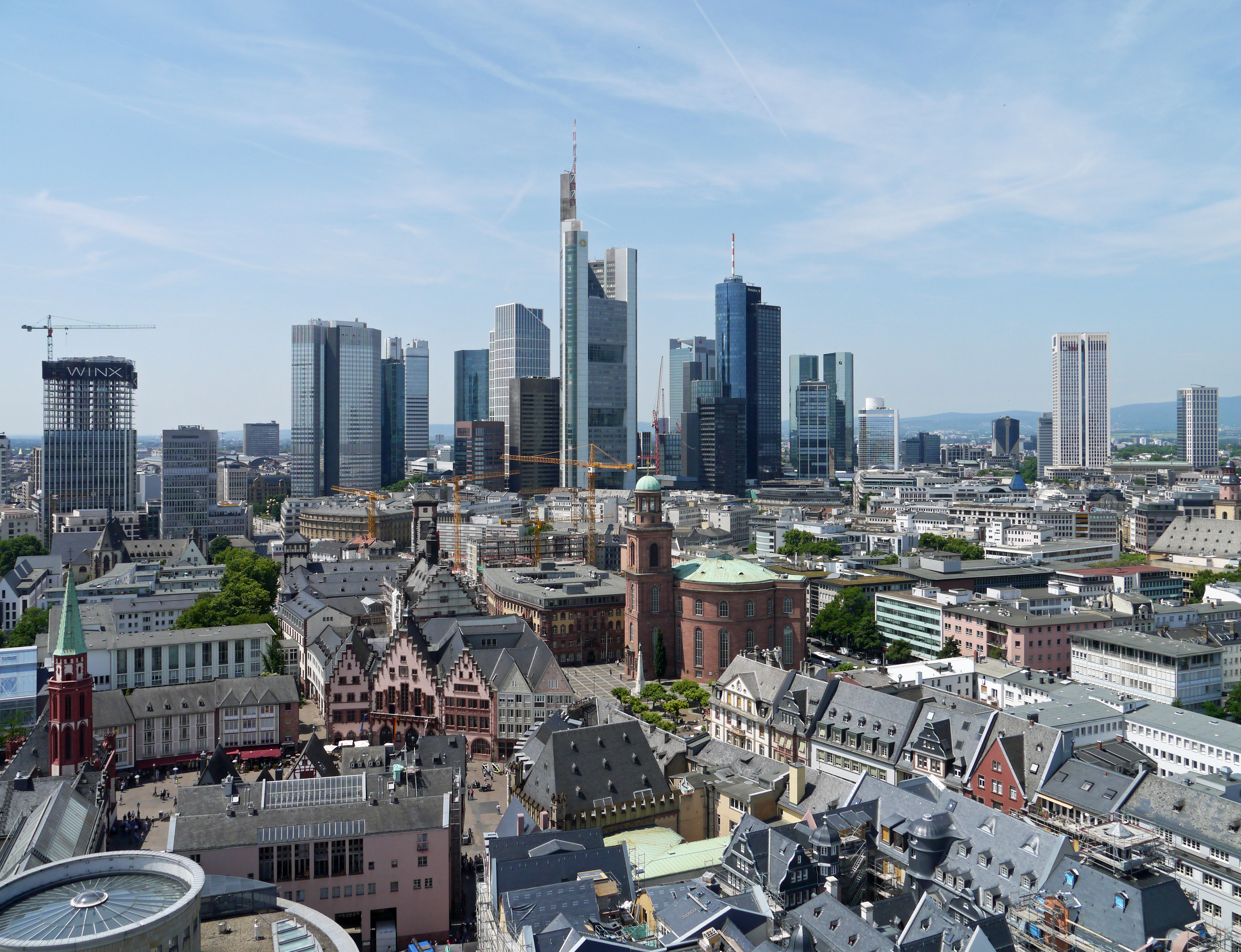
Blick vom Domturm auf die Altstadt von Frankfurt am Main mit der Skyline im Hintergrund

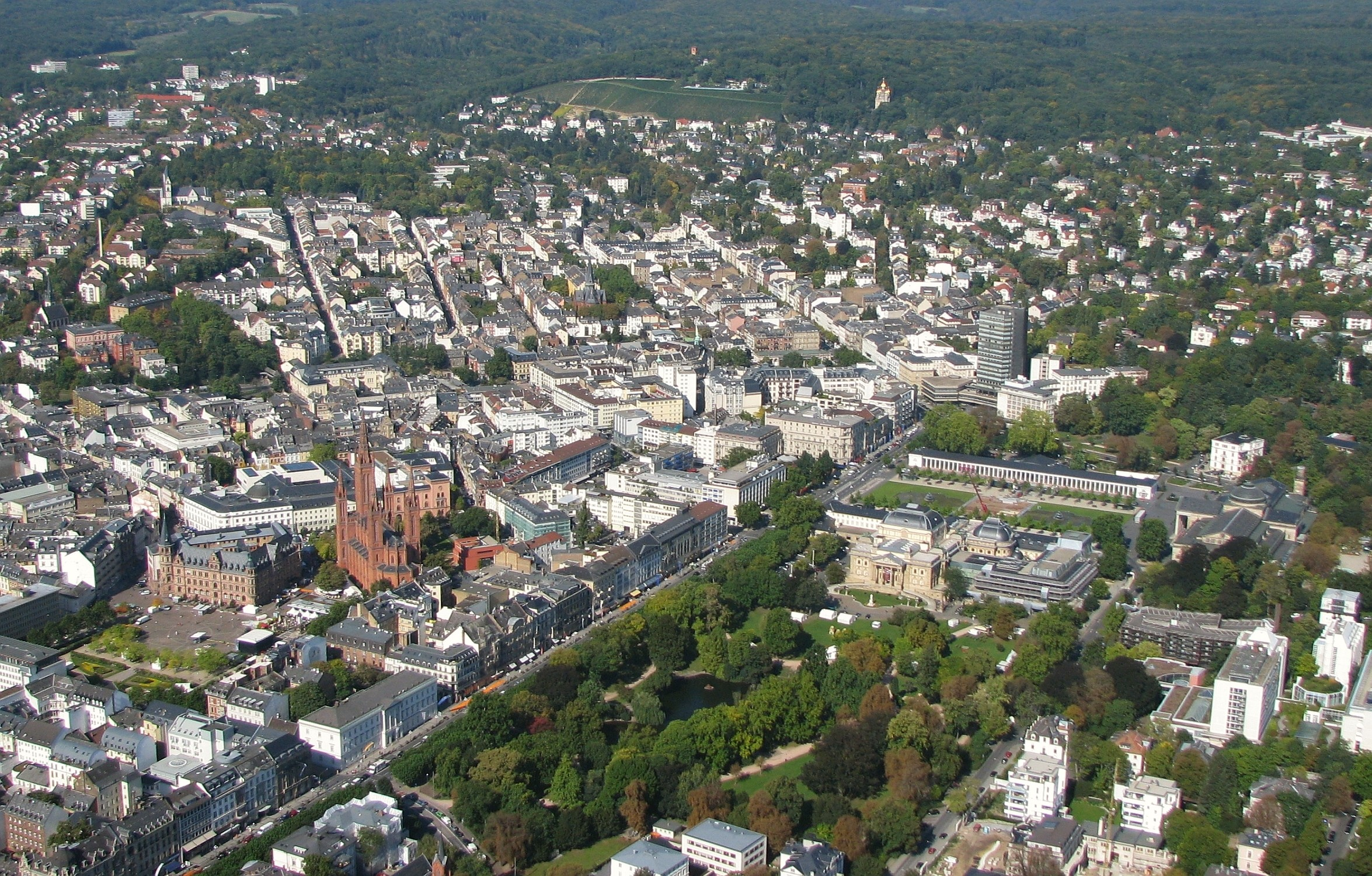
Landeshauptstadt Wiesbaden

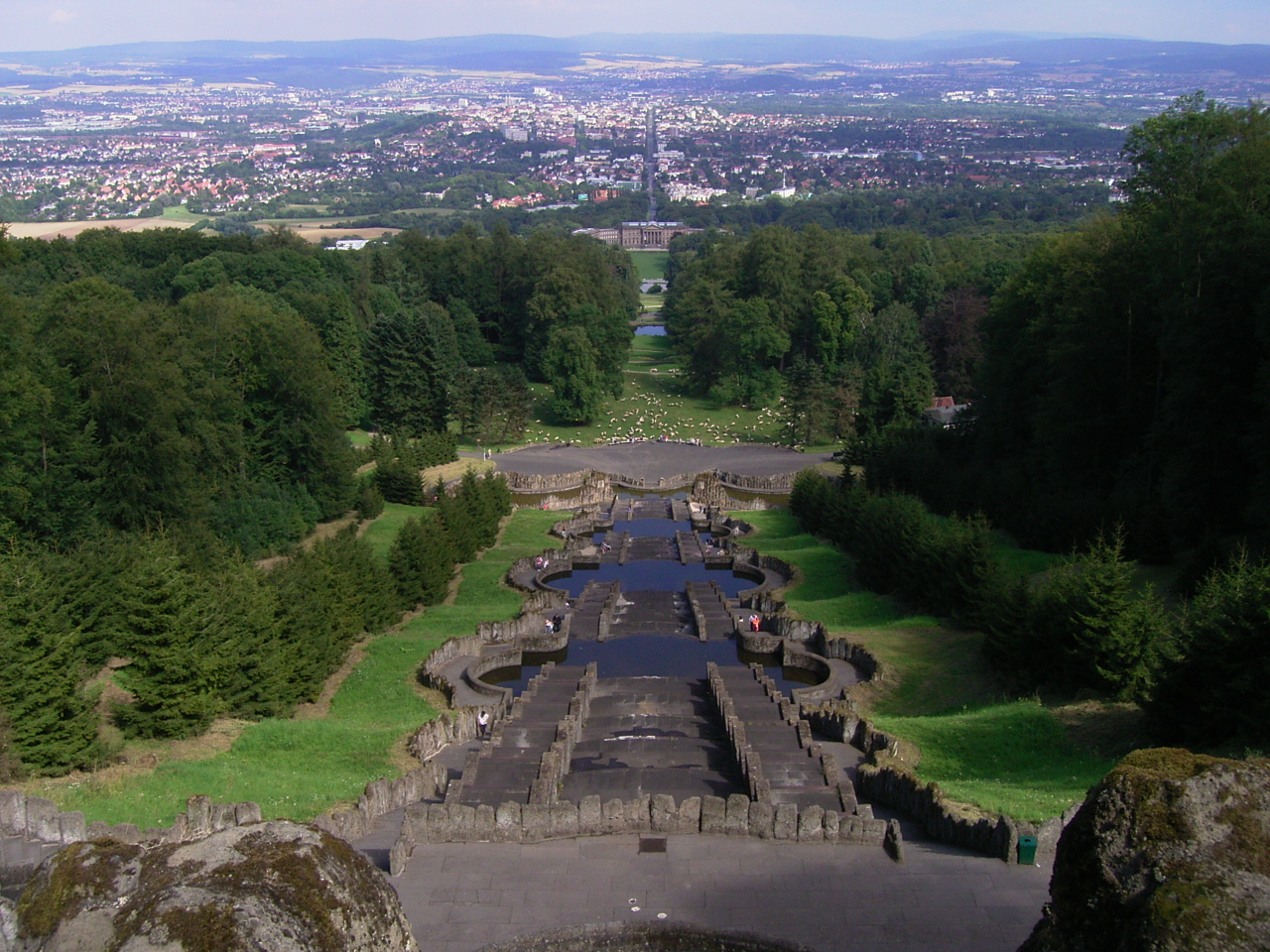
Blick auf Kassel

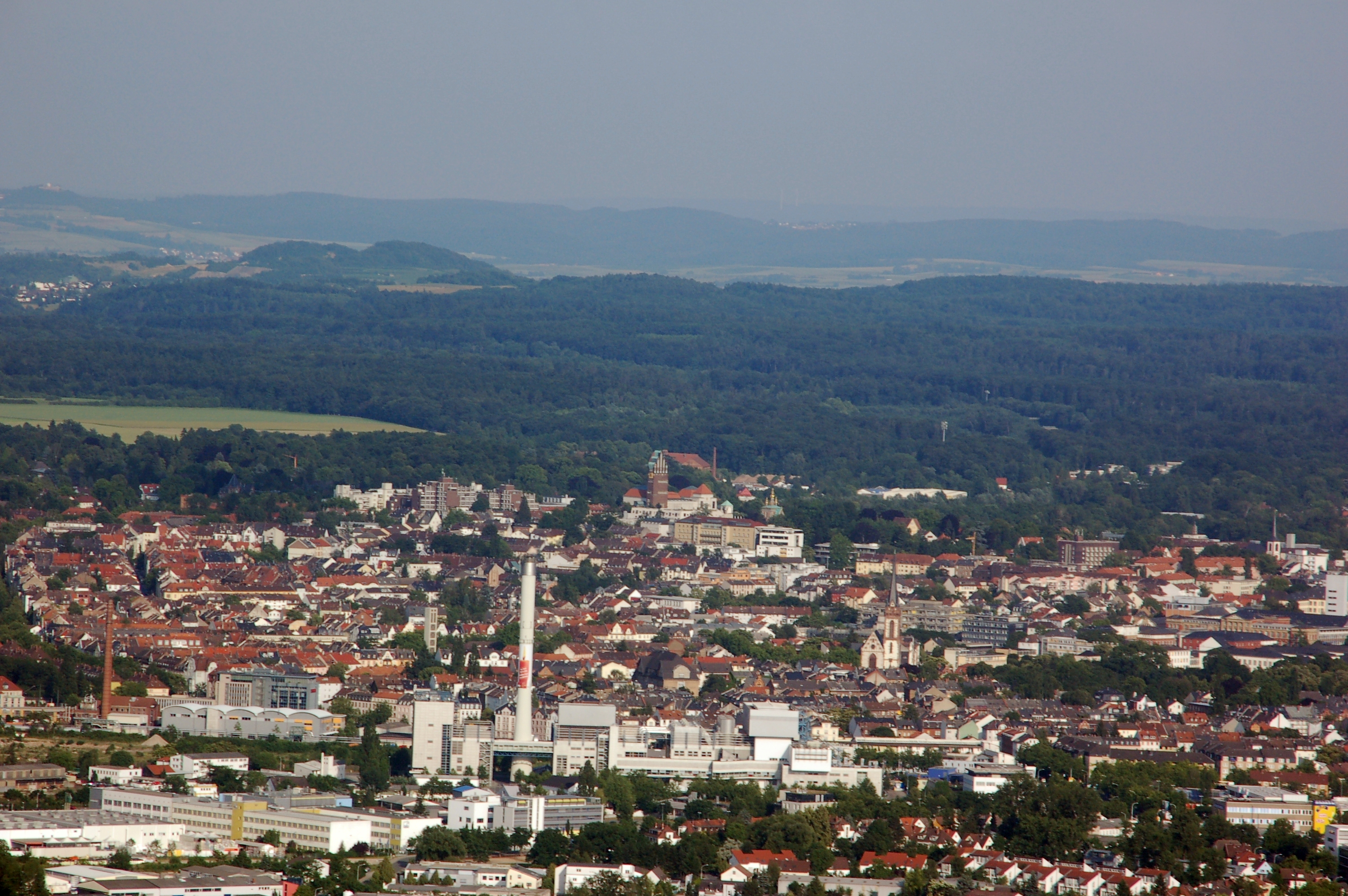
Blick über Darmstadt

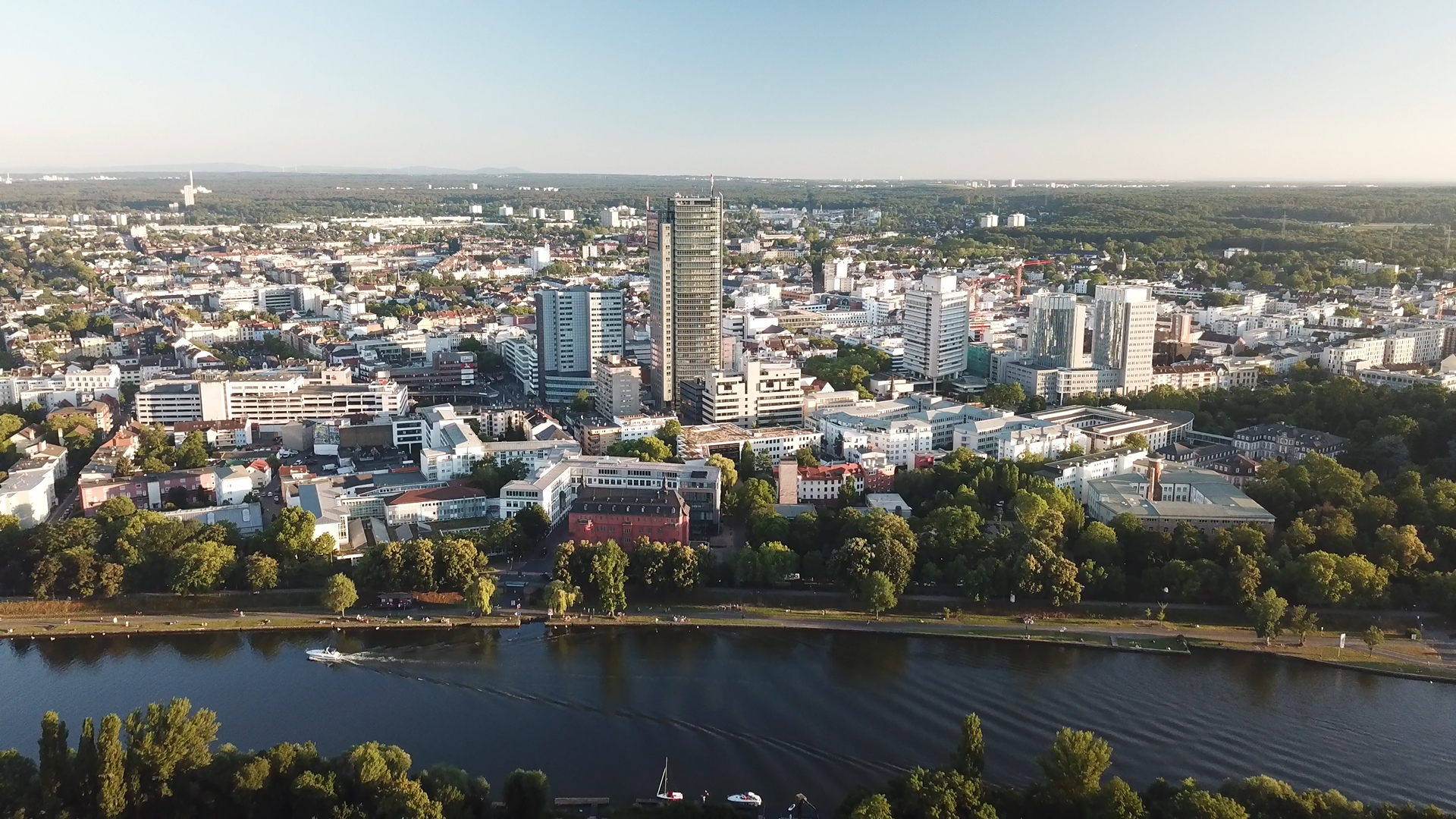
Offenbach am Main von oben

In Hessen gibt es fünf kreisfreie Städte. Alle Großstädte, bis auf Hanau, sind kreisfrei. Die Stadt Hanau strebt die Kreisfreiheit vom Main-Kinzig-Kreis an. Die Stadt Kassel liegt im gleichnamigen Regierungsbezirk, alle anderen liegen im Regierungsbezirk Darmstadt. Die Städte Frankfurt am Main und Wiesbaden unterliegen allerdings direkt der Kommunalaufsicht beim Hessischen Ministerium des Innern und für Sport.
Es sind die Städte:
- Darmstadt
- Frankfurt am Main
- Kassel
- Offenbach am Main
- Wiesbaden

### Sonderstatusstädte
Mit den Gebietsreformen von 1974 und 1977 verloren vier Städte ihre Kreisfreiheit. Sie erhielten zusammen mit den verbleibenden drei Städten mit mehr als 50.000, aber weniger als 100.000 Einwohnern einen Sonderstatus, der ihnen nach wie vor ermöglichte, einige sonst von den Landkreisen übernommene Aufgaben weiterhin selbstständig zu übernehmen (wie z. B. die Schulträgerschaft).
Die sieben Sonderstatusstädte sind:
- Bad Homburg vor der Höhe
- Fulda, bis 1974 kreisfrei
- Gießen, bis 1976 kreisfrei
- Hanau, bis 1974 kreisfrei
- Marburg, bis 1974 kreisfrei
- Rüsselsheim am Main
- Wetzlar

### Städte und Gemeinden
Mit Frankfurt am Main liegt eine der bedeutendsten deutschen Städte in Hessen. Die Stadt hat 756.021 Einwohner (31. Dezember 2024), in der Stadtregion Frankfurt leben über 2,3 Millionen Menschen. Im ganzen Ballungsraum Rhein-Main lebt über die Hälfte der hessischen Bevölkerung, auch die meisten anderen großen Städte befinden sich hier: Wiesbaden (288.850 Einwohner), Darmstadt (167.029), Offenbach am Main (132.746), Hanau (97.956), Rüsselsheim am Main (65.627) und Bad Homburg vor der Höhe (56.688).
Die größte Stadt der übrigen Landesteile ist Kassel, die historische Hauptstadt Nordhessens, mit 197.230 Einwohnern heute die drittgrößte Stadt des Landes. Gießen (89.179 Einwohner), Marburg (73.544) und Wetzlar (54.665) liegen in Mittelhessen, Fulda (65.434) in Osthessen.
Im Umland von Frankfurt am Main liegen elf weitere Städte mit mehr als 30.000 Einwohnern (Oberursel (Taunus), Rodgau, Dreieich, Hofheim am Taunus, Maintal, Langen (Hessen), Neu-Isenburg, Mörfelden-Walldorf, Bad Vilbel, Dietzenbach und Bad Nauheim). An der südhessischen Bergstraße liegen drei weitere Städte dieser Größenordnung (Bensheim, Viernheim und Lampertheim). Trotz der geringen Einwohnerzahl von 35.938 hat Limburg an der Lahn eine Zentrumsfunktion für den dünn besiedelten Westen des Landes sowie für die nahegelegenen Orte im Westerwaldkreis und im Rhein-Lahn-Kreis des Landes Rheinland-Pfalz.

Einen Sonderfall stellt die Gemeinde Bad Wimpfen dar. Die am Neckar gelegene Kurstadt war eine Exklave des ehemaligen Volksstaates Hessen. Nach dem Zweiten Weltkrieg wurde sie von der Militärregierung zunächst vorläufig unter württemberg-badische Verwaltung gestellt. Bad Wimpfen ist seither verwaltungsrechtlich in das Staatsgebiet Württemberg-Badens bzw. heute Baden-Württembergs integriert. Das Land Hessen vertritt weiterhin den Standpunkt, dass Bad Wimpfen staatsrechtlich hessisches Hoheitsgebiet sei, duldet aber den gegenwärtigen Zustand. 

### Bevölkerungsreichste Städte
| Rang | Stadt                    | Landkreis             | Einwohner 31. Dez. 2019 | Einwohner 31. Dez. 2011 | Veränderung 2011–2019 in % |
| ---- | ------------------------ | --------------------- | ----------------------- | ----------------------- | -------------------------- |
| 01.  | Frankfurt am Main        | kreisfrei             | 763.380                 | 676.533                 | +12,84                     |
| 02.  | Wiesbaden                | kreisfrei             | 278.474                 | 270.952                 | 0+2,78                     |
| 03.  | Kassel                   | kreisfrei             | 202.137                 | 191.854                 | 0+5,36                     |
| 04.  | Darmstadt                | kreisfrei             | 159.878                 | 145.845                 | 0+9,62                     |
| 05.  | Offenbach am Main        | kreisfrei             | 130.280                 | 114.855                 | +13,43                     |
| 06.  | Hanau                    | Main-Kinzig-Kreis     | 096.492                 | 087.521                 | +10,25                     |
| 07.  | Gießen                   | Gießen                | 089.802                 | 076.059                 | +18,07                     |
| 08.  | Marburg                  | Marburg-Biedenkopf    | 077.129                 | 072.190                 | 0+6,84                     |
| 09.  | Fulda                    | Fulda                 | 068.635                 | 064.367                 | 0+6,63                     |
| 10.  | Rüsselsheim am Main      | Groß-Gerau            | 065.881                 | 059.307                 | +11,08                     |
| 11.  | Bad Homburg vor der Höhe | Hochtaunuskreis       | 054.227                 | 051.625                 | 0+5,04                     |
| 12.  | Wetzlar                  | Lahn-Dill-Kreis       | 052.955                 | 050.969                 | 0+3,90                     |
| 13.  | Oberursel (Taunus)       | Hochtaunuskreis       | 046.545                 | 044.209                 | 0+5,28                     |
| 14.  | Rodgau                   | Offenbach             | 045.719                 | 042.945                 | 0+6,46                     |
| 15.  | Dreieich                 | Offenbach             | 042.102                 | 039.526                 | 0+6,52                     |
| 16.  | Bensheim                 | Bergstraße            | 040.756                 | 039.332                 | 0+3,62                     |
| 17.  | Hofheim am Taunus        | Main-Taunus-Kreis     | 039.647                 | 037.982                 | 0+4,38                     |
| 18.  | Maintal                  | Main-Kinzig-Kreis     | 039.553                 | 036.021                 | 0+9,81                     |
| 19.  | Langen (Hessen)          | Offenbach             | 038.229                 | 035.303                 | 0+8,29                     |
| 20.  | Neu-Isenburg             | Offenbach             | 038.105                 | 035.051                 | 0+8,71                     |
| 21.  | Limburg an der Lahn      | Limburg-Weilburg      | 035.514                 | 033.624                 | 0+5,62                     |
| 22.  | Mörfelden-Walldorf       | Groß-Gerau            | 034.891                 | 032.634                 | 0+6,92                     |
| 23.  | Viernheim                | Bergstraße            | 034.315                 | 032.723                 | 0+4,87                     |
| 24.  | Dietzenbach              | Offenbach             | 034.298                 | 032.030                 | 0+7,08                     |
| 25.  | Bad Vilbel               | Wetteraukreis         | 034.216                 | 031.673                 | 0+8,03                     |
| 26.  | Lampertheim              | Bergstraße            | 032.598                 | 031.175                 | 0+4,56                     |
| 27.  | Bad Nauheim              | Wetteraukreis         | 032.447                 | 030.313                 | 0+7,04                     |
| 28.  | Taunusstein              | Rheingau-Taunus-Kreis | 030.050                 | 028.385                 | 0+5,87                     |

Eine Auflistung aller Städte und Gemeinden des Landes findet sich in der Liste der Städte und Gemeinden in Hessen. Alle nicht oder nicht mehr selbständigen Weiler, Siedlungen, Ortsteile, Stadtteile werden in der Liste von Ortsteilen in Hessen aufgeführt.

### Regionen
Nachfolgend eine Auswahl von Regionen in Hessen:
| - Bergstraße - Hessisches Hinterland - Knüll - Lahn-Dill-Gebiet - Lahn-Dill-Bergland | - Mittelhessen - Niederhessen - Nordhessen - Oberhessen - Odenwald | - Osthessen - Rheingau - Rhön - Ried - Schwalm | - Taunus - Untermain - Vogelsberg - Waldeck - Wetterau |

## Kultur

### Musik und Theater
Die Oper Frankfurt ist eines der bedeutendsten Opernhäuser der Welt.
Das Hessische Staatstheater Wiesbaden zeigt Vorstellungen aus Schauspiel, Oper und Ballett.
Das Staatstheater Kassel bietet Opern, Musicals, Schauspiel, Tanz und Konzerte an.

### Dialekte

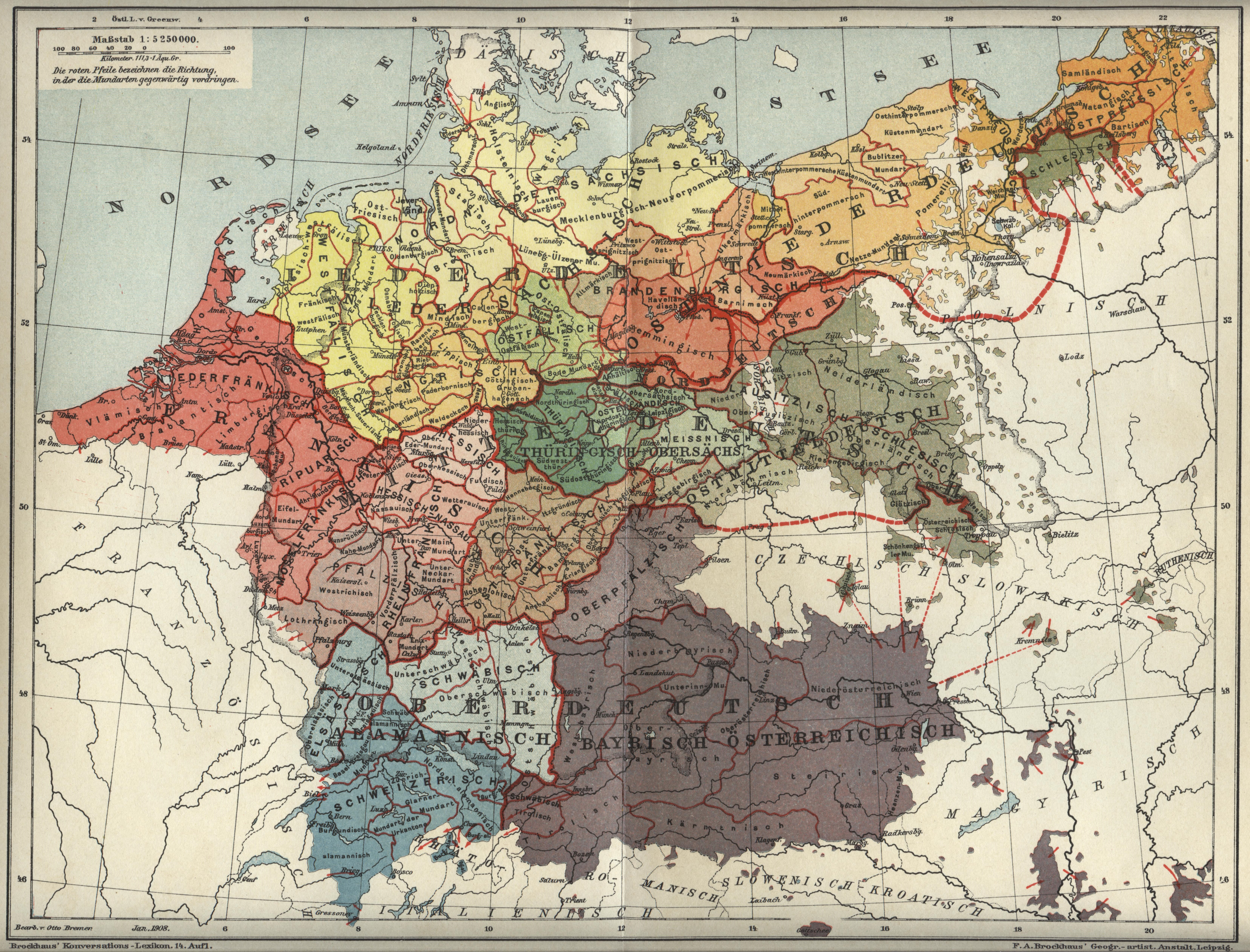
Hessische Dialekte in der Karte der deutschen Mundarten (1908)

Die hessischen Dialekte gehören zu den rheinfränkischen, also mitteldeutschen Dialektgruppen. Die über das Dialektkontinuum verbundenen Mundarten der verschiedenen Landesteile weisen im Einzelnen starke Unterschiede auf.
Nordhessisch wird in der Region um Kassel gesprochen. Nördlich und westlich davon, unter anderem in Teilen von Waldeck, verläuft die Grenze zum Westfälischen, das schon zum niederdeutschen Sprachraum gehört. Die mittelhessischen Dialekte werden traditionell nördlich der Linie Wiesbaden–Aschaffenburg gesprochen und reichen bis an die Grenzen des Siegerlandes, z. B. im Hinterländer Platt und Wittgensteiner Platt. Im Westen reicht im Limburger Becken und dem Westerwald vor allem in den ehemals Kurtrierischen Orten der moselfränkische Sprachraum nach Hessen hinein. Osthessisch ist der Dialekt in der Region um Fulda sowie in der hessischen Rhön (Rhöner Platt). An den Landesgrenzen zu Thüringen, im Werragebiet und in Teilen der Rhön an der Grenze zu Bayern werden auch thüringische und ostfränkische Dialekte gesprochen, als Einsprengsel des Eichsfeldischen und Hennebergischen bzw. Grabfeldischen. Die traditionelle Frankfurter Stadtmundart gehört bereits zur Gruppe der Südhessischen Dialekte, die auch im Raum Darmstadt und am bayerischen Untermain gesprochen werden.
In den Ballungsgebieten sind wegen der hohen Zuwanderungsrate allerdings Dialekte nur noch selten zu hören. Es herrscht das Hochdeutsche vor oder es bilden sich moderne städtische Ausgleichssprachen heraus, wie etwa der Neuhessische Regiolekt im Rhein-Main-Gebiet. Er wird auch als „RMV-hessisch“ bezeichnet, weil er ungefähr das Gebiet des Rhein-Main-Verkehrsverbundes abdeckt, oder als „Fernsehhessisch“ und auch spöttisch als „Äbbelwoihessisch“ bezeichnet, weil viele Produktionen des Hessischen Rundfunks zu seiner Ausbreitung beitrugen. Wegen seiner Verbreitung in der Populärkultur, beispielsweise durch Künstler wie Badesalz und Bodo Bach, gilt der neuhessische Regiolekt heute oft schlechthin als Hessisch, obwohl er der Vielfalt der in Hessen gesprochenen Dialekte nicht gerecht wird. Alle traditionellen hessischen Dialekte weisen deutliche Unterschiede zur neuhessischen Mundart auf und sind heute stark bedrängt.

### Küche

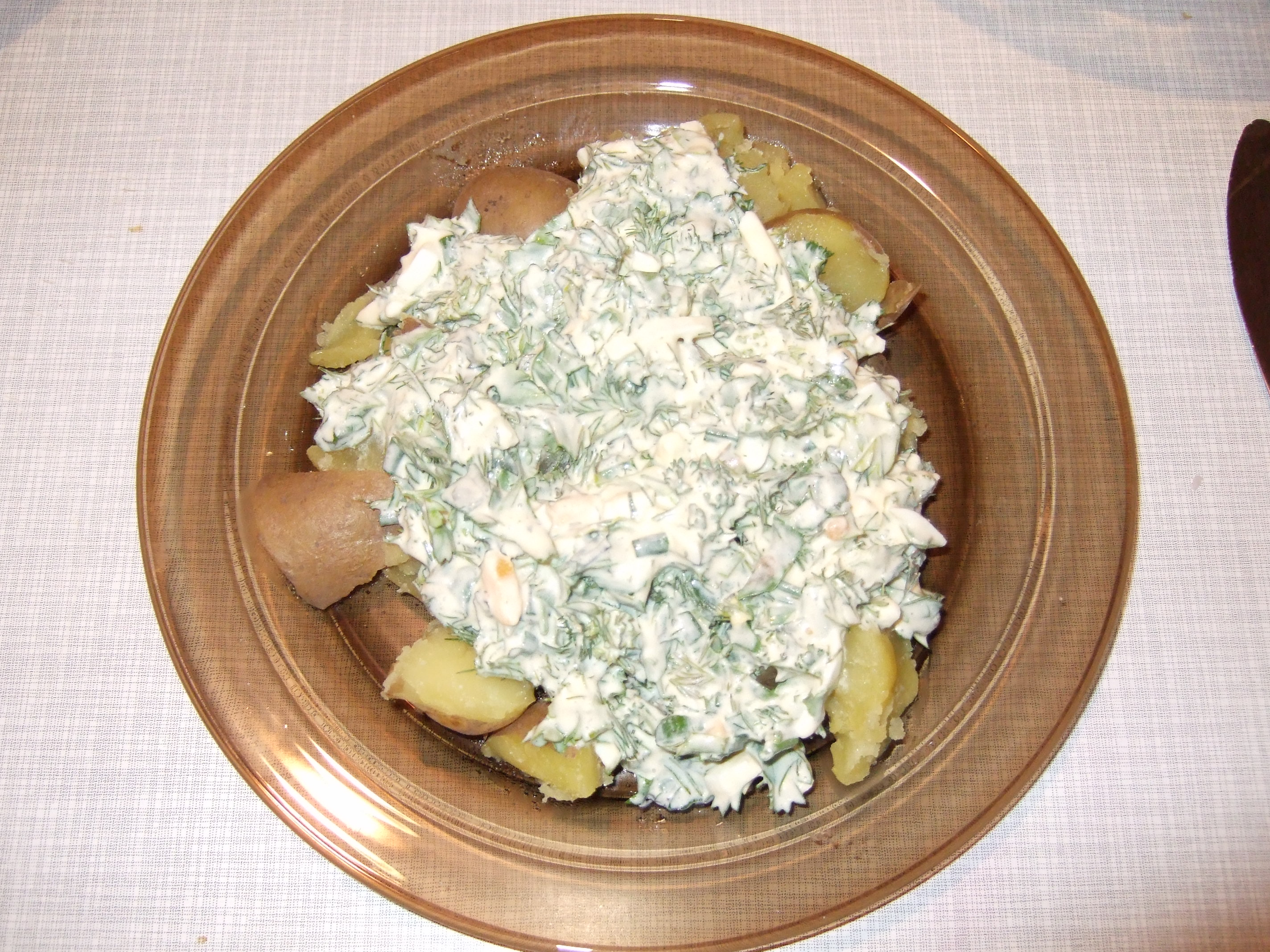
Nordhessische Grüne Soße mit Pellkartoffeln
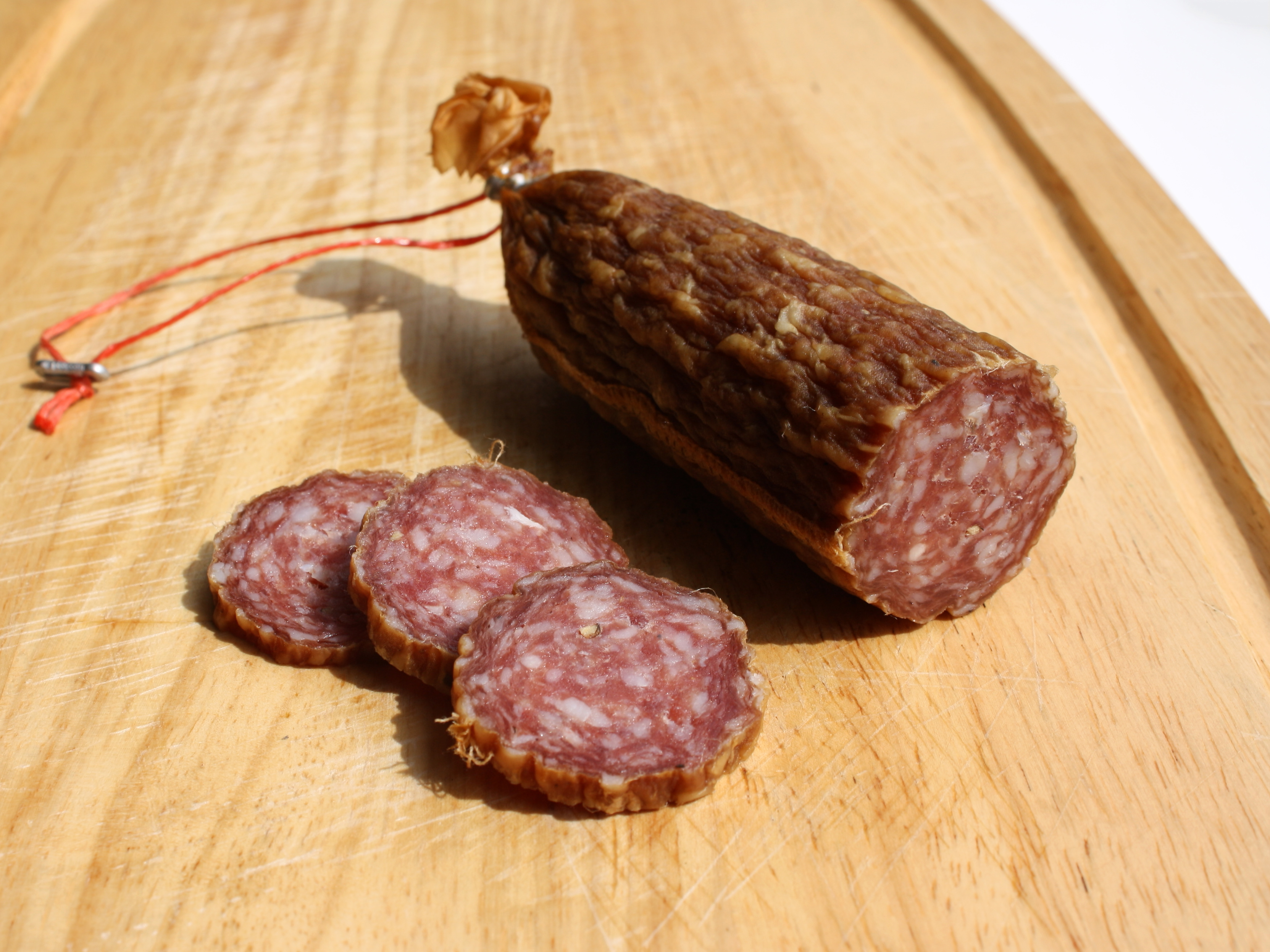
Ahle Wurst, eine nordhessische Spezialität
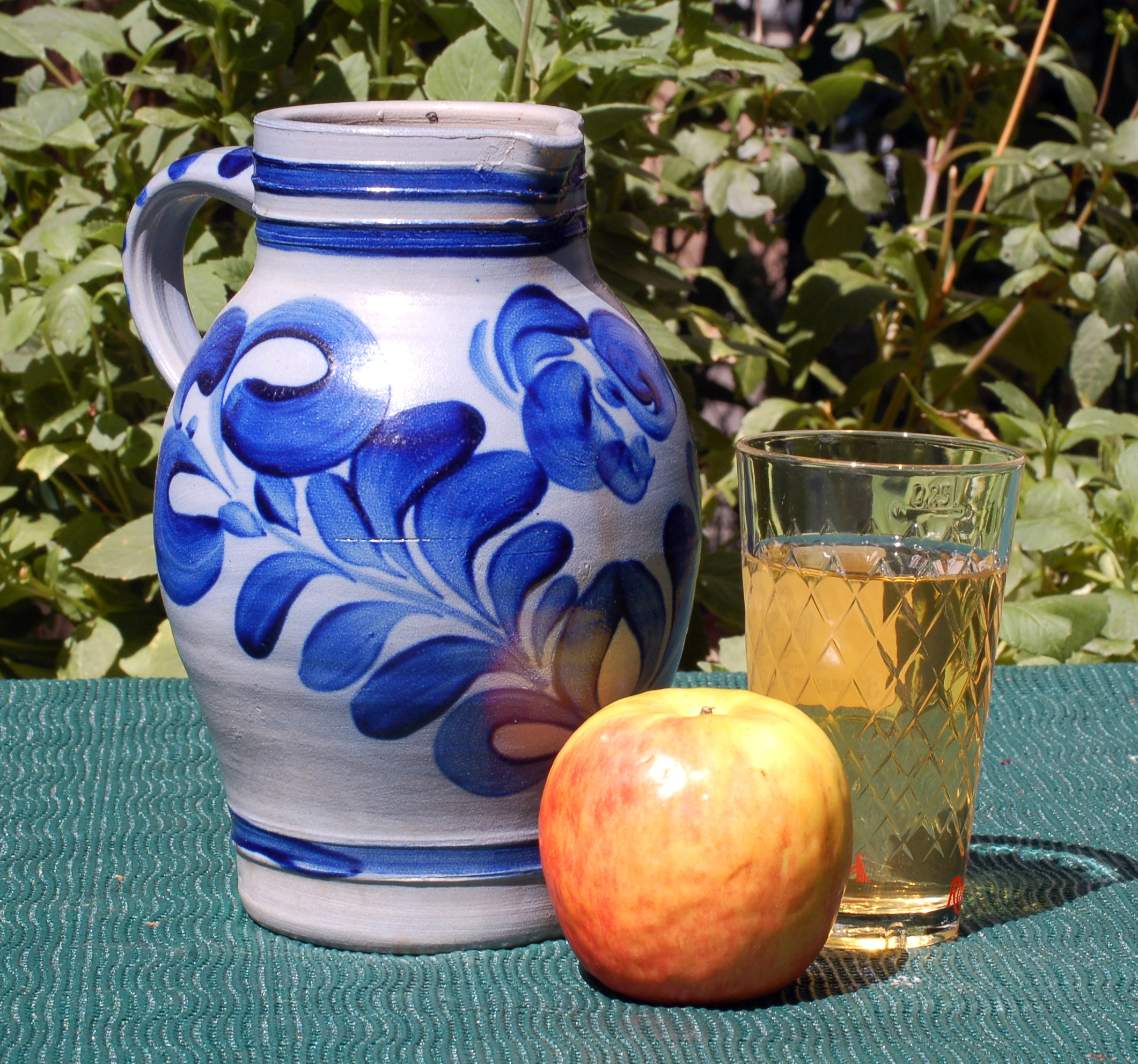
Äbbelwoi im traditionellen Bembel und Gerippten

Generell werden in Hessen überwiegend Kartoffeln als Beilage serviert. Folgende Spezialitäten sind überregional bekannt:
- Ahle Wurst
- Apfelwein
- Bethmännchen
- Frankfurter Grüne Soße
- Frankfurter Kranz
- Frankfurter Würstchen
- Hessischer Handkäse, auch als Handkäse mit Musik

### Museen
Das Land Hessen betreibt mit dem Museum Wiesbaden, der Museumslandschaft Hessen Kassel und dem Hessischen Landesmuseum Darmstadt drei Universalmuseen, die gemeinsam dem Hessischen Ministerium für Wissenschaft und Kunst unterstehen. Die Sammlungen sind ähnlich aufgebaut, ergänzen sich jedoch in der Regel. Beispielsweise ist in Darmstadt von Eugen Bracht das Werk „Gestade der Vergessenheit“ und in Kassel „Hannibals Grab“ ausgestellt, beide Werke sind die Hauptwerke des Künstlers schlechthin. In Darmstadt befindet sich der „Block Beuys“, aber auch in Kassel und Wiesbaden befinden sich umfangreiche Bestände von Joseph Beuys.

### Feiertage
- Neujahr
- Karfreitag
- Ostermontag
- Tag der Arbeit
- Christi Himmelfahrt
- Pfingstmontag
- Fronleichnam
- Tag der Deutschen Einheit
- 1. Weihnachtstag
- 2. Weihnachtstag

## Wirtschaft und Infrastruktur

### Bergbau
In Hessen wird seit Jahrhunderten Bergbau betrieben. Im 21. Jahrhundert sind noch 283 Betriebe unter Aufsicht der hessischen Bergbaubehörden.

### Energieversorgung
Von 1923 bis 1991 wurden das Großkraftwerk Main-Weser mit Braunkohle betrieben. Es hatte eine Leistung von 356 Megawatt.
Anfang der 1970er Jahre wurde das Kernkraftwerk Biblis errichtet, das mit einer geplanten elektrischen Bruttoleistung von 5.215 Megawatt zu den größten dieser Art in Deutschland zählte. Tatsächlich in Betrieb gegangen sind von den vier Reaktoren nur zwei mit zusammen 2525 Megawatt. Die in den Jahren 1974/1975 in Betrieb gegangenen Reaktoren wurden am 30. Mai 2011 im Rahmen des Atom-Moratoriums stillgelegt.
Weiterhin existieren mehrere Wärmekraftwerke, darunter das Kraftwerk Staudinger in Großkrotzenburg und das Heizkraftwerk West in Frankfurt am Main. Zur Stromspeicherung dient das Pumpspeicherkraftwerk Waldeck.
Bereits 1990 begann mit dem ersten Windenergiepark Vogelsberg die Entwicklung der Erneuerbaren Energien. Bis Mitte 2016 wurden 918 Windkraftanlagen mit einer Gesamtleistung von 1.477 Megawatt installiert. Mitte 2023 waren es rund 1.200 Windkraftanlagen.
Ende 2022 waren in Hessen 493 Wasserkraftanlagen mit einer Gesamtleistung von 64,2 Megawatt (MW) in Betrieb. Zwei Drittel davon produzierten die zwölf größten, darunter die Kraftwerke an den Mainschleusen und vor allem die beiden Pumpspeicherkraftwerke in Waldeck.

### Wirtschaft

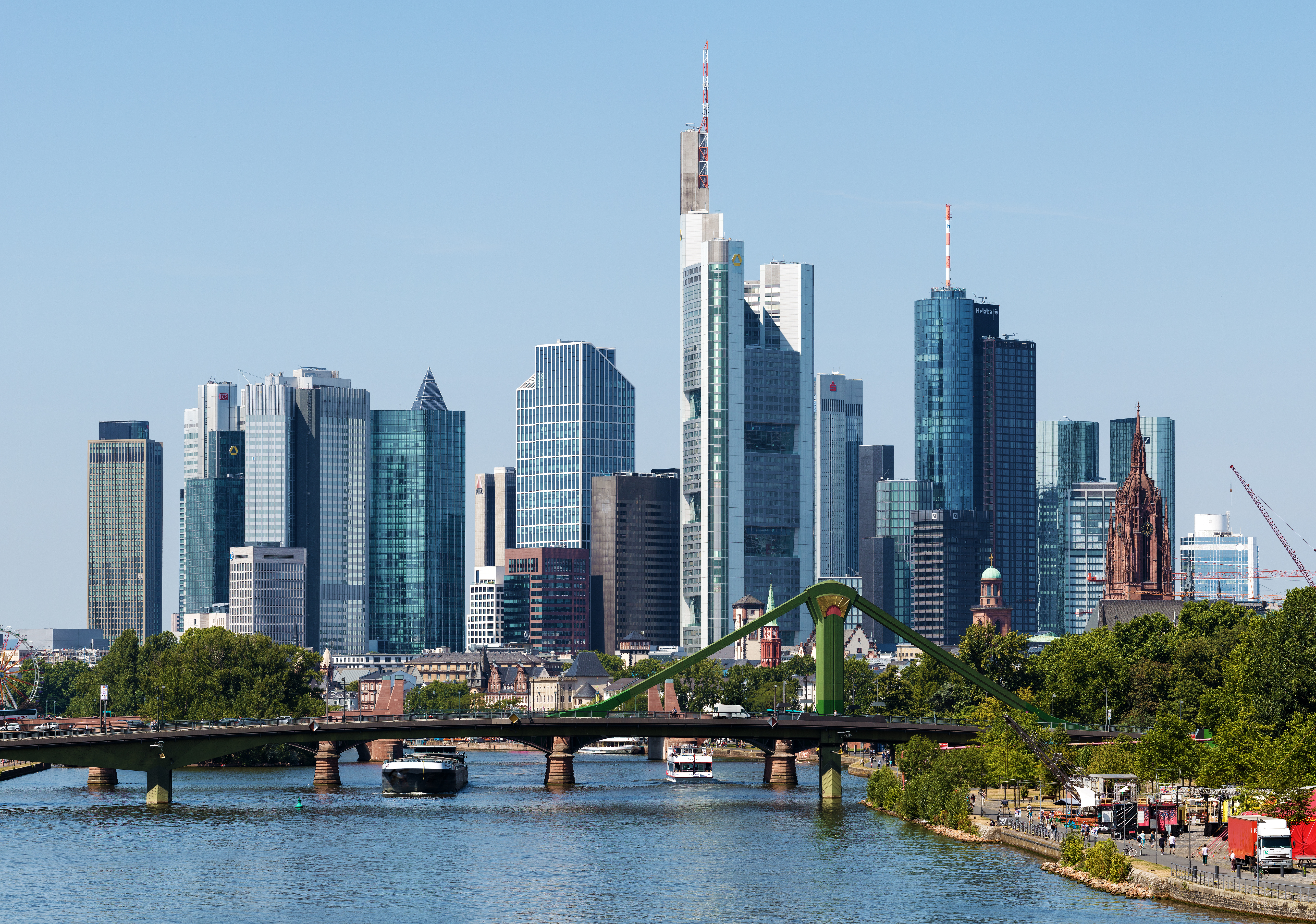
Skyline in Frankfurt am Main von der Deutschherrnbrücke

Das Rhein-Main-Gebiet besitzt nach dem Ruhrgebiet die größte Industriedichte in Deutschland. Von besonderer wirtschaftlicher Bedeutung sind die chemische und pharmazeutische Industrie mit dem Industriepark Höchst, Merck KGaA, Heraeus, SGL Carbon und Evonik. Das Rhein-Main-Gebiet ist zudem ein Zentrum des IT- und Telekommunikationswirtschaftszweiges.
Im Maschinen- und Fahrzeugbau ist vor allem Opel in Rüsselsheim am Main zu erwähnen, daneben Automobilzulieferer wie Continental. Zahlreiche ausländische Automobilkonzerne haben hier ihre deutschen oder europäischen Zentralen angesiedelt.
Der Finanzplatz Frankfurt am Main ist ein wichtiges internationales Finanzzentrum. Dabei ist zunächst an die Europäische Zentralbank und die Deutsche Bundesbank zu denken. In Frankfurt am Main haben die Zentralen der vier größten deutschen Banken Deutsche Bank, DZ Bank, die Förderbank KfW und Commerzbank ihren Sitz, daneben zahlreiche kleinere Banken, öffentlich-rechtliche und genossenschaftliche Kreditinstitute und mehr als 150 Niederlassungen ausländischer Banken. Auch ist Frankfurt am Main der bedeutendste deutsche Börsenplatz mit der Frankfurter Wertpapierbörse.
Versicherungsunternehmen haben sich mit Schwerpunkt Wiesbaden angesiedelt. Größter privater Arbeitgeber der Stadt ist mit rund 3900 Mitarbeitern die R+V Versicherung. Hinzu kommen Versicherer wie die DBV-Winterthur, die SV SparkassenVersicherung und die Delta-Lloyd-Gruppe.
Erwähnenswert ist darüber hinaus die Lederindustrie in Offenbach.
Der Flughafen Frankfurt Main ist ein besonders wichtiger Wirtschaftsstandort und bildet mit den dort ansässigen Unternehmen für 81.000 Arbeitnehmer die größte Arbeitsstätte Deutschlands (Stand 2016). Wichtige Arbeitgeber sind der Flughafenbetreiber, die Fraport AG, die Deutsche Lufthansa, weitere Fluggesellschaften, Frachtunternehmen, Bodenabfertigungsdienste, Hotels und Geschäfte.
Außerhalb dieser Region sind in Mittelhessen in Wetzlar beispielsweise Unternehmen mit Weltruf angesiedelt. Dort ist mit Leica Microsystems, Leica Camera, Minox, Zeiss und Hensoldt ein Zentrum der optischen, elektrotechnischen und feinmechanischen Industrie in Deutschland sowie das Unternehmen Buderus beheimatet. Die Fulda Reifenwerke, das Volkswagenwerk Kassel in Baunatal sowie der Lokomotivbau in Kassel bei Alstom haben ebenfalls größere Bedeutung. Ebenso ist in Nordhessen mit dem Original Teile Center der Volkswagen AG das europaweit größte Ersatzteilelager niedergelassen, das von der Volkswagen Original Teile Logistik vernetzt wird, sowie mit den Viessmann Werken ein bedeutender Hersteller von Heiztechnik-Produkten.
Im Oktober 2020 zählte Hessen 193.972 Erwerbslose. Die Arbeitslosenquote beträgt somit 5,6 % (Oktober 2019: 4,3 %). Mit 3,4 % hat der Landkreis Fulda die niedrigste Quote, während die kreisfreie Stadt Offenbach am Main mit 10,5 % die höchste Quote landesweit aufweist.
Hessen gehört nach dem Bruttoinlandsprodukt (BIP) pro Kopf zu den wohlhabendsten Flächenstaaten Deutschlands, es ist gleichauf mit Bayern auf Platz 3 und 4 der Bundesländer nach Hamburg und Bremen. Im Vergleich mit dem BIP der Europäischen Union ausgedrückt in Kaufkraftstandards erreichte Hessen 2014 einen Indexwert von 145 (EU-28: 100; Deutschland: 126). Hessen hatte im Jahr 2014 ein BIP pro Kopf in Höhe von 41.400 Euro, die Kaufkraft pro Einwohner betrug 39.700 Euro (KKS pro Einwohner). Unter allen deutschen Landkreisen lag der Hochtaunuskreis im Jahr 2016 auf dem zweiten Platz mit 31.238 Euro pro Einwohner und der Main-Taunus-Kreis auf dem vierten Platz mit 30.530 Euro pro Einwohner. Zu den zehn kaufkräftigsten Stadtkreisen in Deutschland 2016 zählen Frankfurt am Main auf dem dritten Platz mit einem Indexwert von 115,4 und Wiesbaden auf dem sechsten Platz mit einem Indexwert von 112,1 (Bundesdurchschnitt = 100). Im Jahr 2019 betrug das BIP pro Erwerbstätigen 83.320 Euro, womit es 9,7 Prozent über dem Bundesdurchschnitt lag und den höchsten Wert der deutschen Flächenländer aufwies.
Seit dem 1. Dezember 2006 sind in Hessen die Ladenöffnungszeiten liberalisiert. Nur die Sonn- und Feiertage stehen mit vier von den Gemeinden festlegbaren Ausnahmen pro Jahr weiterhin unter Schutz. An den Ausnahmetagen, die nur in Verbindung mit einem Markt verkaufsoffen sein können, dürfen die Geschäfte bis zu sechs Stunden öffnen.
2012 betrug die Wirtschaftsleistung im Land Hessen gemessen am Bruttoinlandsprodukt rund 230 Milliarden Euro. Etwa ein Drittel der hessischen Fläche wird landwirtschaftlich genutzt. In Biblis befindet sich eines der deutschen Kernkraftwerke mit zwei getrennten Blöcken. Bis 2050 sollen nach Plänen der Landesregierung möglichst 100 Prozent des Energieverbrauchs komplett aus erneuerbaren Energien gedeckt werden.
| Jahr                   | 2000 | 2001 | 2002 | 2003 | 2004 | 2005 | 2006 | 2007 | 2008 | 2009 | 2010 | 2011 | 2012 | 2013 | 2014 | 2015 | 2016 | 2017 | 2018 | 2019 | 2020 | 2021 |
| ---------------------- | ---- | ---- | ---- | ---- | ---- | ---- | ---- | ---- | ---- | ---- | ---- | ---- | ---- | ---- | ---- | ---- | ---- | ---- | ---- | ---- | ---- | ---- |
| Arbeitslosenquote in % | 7,3  | 6,6  | 7,0  | 7,9  | 8,2  | 9,7  | 9,2  | 7,5  | 6,5  | 6,8  | 6,4  | 5,9  | 5,7  | 5,8  | 5,7  | 5,5  | 5,3  | 5,0  | 4,6  | 4,4  | 5,4  | 5,2  |

| Arbeitsort               | sozialvers. Beschäftigte 30. Juni 2019 | Veränderung seit 30. Juni 2015 in % | Pendlersaldo 30. Juni 2019 | Arbeitsplatzdichte 1 2 |
| ------------------------ | -------------------------------------- | ----------------------------------- | -------------------------- | ---------------------- |
| Frankfurt am Main        | 602.428                                | +11,21                              | +286.588                   | 1.146                  |
| Wiesbaden                | 137.731                                | +7,8                                | 0+27.629                   | 0.761                  |
| Kassel                   | 112.850                                | 0+7,18                              | 0+38.245                   | 0.833                  |
| Darmstadt                | 105.338                                | +10,22                              | 0+41.482                   | 0.956                  |
| Fulda                    | 052.889                                | 0+8,79                              | 0+26.032                   | 1.170                  |
| Gießen                   | 050.002                                | +11,61                              | 0+19.599                   | 0.770                  |
| Offenbach am Main        | 048.230                                | 0+5,02                              | 00−6.853                   | 0.552                  |
| Hanau                    | 047.544                                | 0+4,19                              | 0+10.266                   | 0.756                  |
| Marburg                  | 043.760                                | 0+5,97                              | 0+17.633                   | 0.785                  |
| Eschborn                 | 038.087                                | +17,42                              | 0+28.881                   | 2.773                  |
| Bad Homburg vor der Höhe | 037.228                                | +10,60                              | 0+16.932                   | 1.122                  |
| Neu-Isenburg             | 031.924                                | +26,90                              | 0+16.159                   | 1.310                  |
| Rüsselsheim am Main      | 031.877                                | 0−4,08                              | 00+5.842                   | 0.747                  |
| Wetzlar                  | 031.472                                | 0+9,69                              | 0+11.766                   | 0.928                  |
| Baunatal                 | 026.383                                | 0−4,77                              | 0+15.292                   | 1.534                  |

#### Größte Arbeitgeber in Hessen
Nach dem Land Hessen mit rund 150.000 Mitarbeitern sind die wie folgt lautenden Unternehmen die größten Arbeitgeber in Hessen:
|     | Unternehmen           | Beschäftigte 2012 |
| --- | --------------------- | ----------------- |
| 01. | Deutsche Lufthansa AG | 37.400            |
| 02. | Rewe Group            | 29.000            |
| 03. | Deutsche Bahn AG      | 25.100            |
| 04. | Fraport AG            | 20.700            |
| 05. | Deutsche Post Gruppe  | 18.000            |
| 06. | Commerzbank AG        | 16.000            |
| 07. | Deutsche Telekom AG   | 14.500            |
| 07. | Continental AG        | 14.500            |
| 07. | Volkswagen AG         | 14.500            |
| 10. | Adam Opel AG          | 12.800            |

### Feuerwehr
In der Feuerwehr in Hessen waren im Jahr 2020 über 107.800 aktive Mitglieder, davon rund 68.600 freiwilligen Feuerwehrleute, etwa 2.100 Berufsfeuerwehrleute, 700 Werkfeuerwehrleute und rund 23.900 Jugendliche und 12.500 Kinder organisiert. Sie sind in über 2400 Freiwilligen Feuerwehren, 7 Berufsfeuerwehren, 57 Werkfeuerwehren sowie 2000 Jugendfeuerwehren und über 1000 Kinderfeuerwehren tätig. Die hessischen Feuerwehren wurden im selben Jahr zu über 56.300 Einsätzen alarmiert. Hierbei waren über 13.500 Brände zu löschen, war über 42.100-mal technische Hilfe zu leisten sowie bei 700 weiteren Einsätzen tätig zu werden. Darüber hinaus gehören zusätzlich mehrere hunderttausende fördernde Mitglieder den örtlichen Feuerwehrvereinen an. Die Feuerwehren sind über Kreisfeuerwehrverbände, Bezirksfeuerwehrverbände und den Landesfeuerwehrverband Hessen zum Deutschen Feuerwehrverband zusammengeschlossen, der sie im Weltfeuerwehrverband CTIF vertritt.

### Bundeswehr
Standorte der Bundeswehr finden sich vor allem im Norden des Landes. In der Burgwald-Kaserne in Frankenberg (Eder) ist die zum Organisationsbereich Cyber- und Informationsraum gehörende Fernmeldetruppe EloKa stationiert. Stadtallendorf mit der Herrenwald-Kaserne und der Hessen-Kaserne ist Sitz der Division Schnelle Kräfte. Der Heeresflugplatz Fritzlar ist Standort des zur Division Schnelle Kräfte gehörenden Kampfhubschrauberregiments 36. Bei der Knüll-Kaserne in Schwarzenborn befindet sich ein Truppenübungsplatz und der Standort des Jägerbataillons 1. In anderen Städten wie Frankfurt am Main-Hausen, in Pfungstadt und in der Landeshauptstadt Wiesbaden befinden sich kleinere Standorte der Bundeswehr, in denen eher Verwaltungsstellen sitzen. In Kassel befindet sich das Heeresmusikkorps Kassel. Es gehört allerdings trotz des historisch bedingten Namens nicht zum Heer, sondern zum Zentrum Militärmusik der Bundeswehr der Streitkräftebasis.

### Verkehr
Hessen ist aufgrund seiner zentralen Lage ein wichtiges Transitland für den deutschen und europäischen Fernverkehr. Frankfurt am Main hat als Knotenpunkt für den Straßen-, Schienen- und Luftverkehr eine herausragende Stellung.

#### Straßenverkehr

##### Kraftfahrzeugverkehr
Durch Hessen führen die international wichtigen Autobahnen A 3, A 5 und A 7. Das Frankfurter Kreuz (Kreuzung der Autobahnen 3 und 5) gilt als das Autobahnkreuz mit dem höchsten Verkehrsaufkommen in Europa, die um Frankfurt am Main mit bis zu vier Fahrspuren je Richtung ausgebaute A 5 ist eine der meistbefahrenen Straßen Deutschlands. Weitere bedeutende durch Hessen führende Autobahnen sind die A 4 (östlicher Teil), die A 44, die A 45, die A 49, die A 66 und die A 67. Daneben gibt es eine ganze Reihe weiterer kleinerer Autobahnen und wichtige Bundesstraßen, die teilweise autobahnähnlich ausgebaut sind. Der Bevölkerungsdichte und der Topographie folgend ist das Rhein-Main-Gebiet wesentlich besser erschlossen als die ländlichen Gebiete Hessens.
Der längste Autobahntunnel Hessens ist der 2022 eröffnete Tunnel Hirschhagen an der A 44 in Nordhessen. Die Kinzigtalbrücke ist die längste Autobahnbrücke Hessens.

##### Radverkehr
Hessen durchzieht ein Netz von Radwegen. Überregional bedeutsam sind unter anderem die neun Radfernwege (R1–R9) sowie der Lahntal-Radweg, der Weserradweg und der Werratal-Radweg. Daneben gibt es eine Vielzahl von regionalen Routen, die wie die Radfernwege vor allem für den Fahrradtourismus von Bedeutung sind bspw. der Vogelsberger Südbahnradweg oder der Vulkanradweg.

#### Eisenbahn

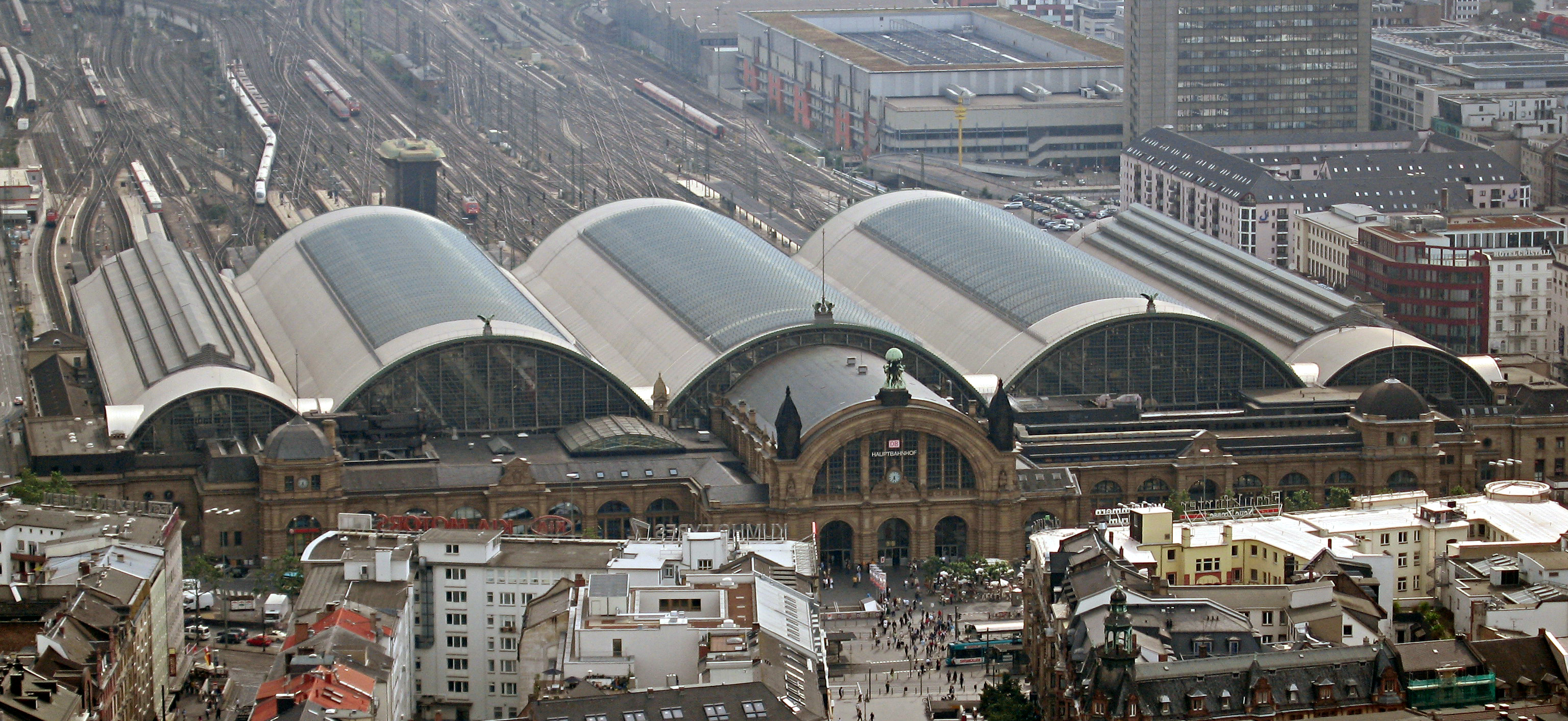
Hauptbahnhof in Frankfurt am Main: Drehscheibe des deutschen Zugverkehrs

Durch Hessen führen auch viele verkehrlich bedeutende Bahnstrecken, darunter die Schnellfahrstrecken Köln–Frankfurt am Main und Hannover–Würzburg. Neben weiteren Nord-Süd-Verbindungen durchqueren auch die bedeutenden Ost-West-Verbindungen von Wiesbaden/Mainz über Frankfurt und Hanau nach Fulda bzw. Aschaffenburg sowie von Fulda bzw. Kassel über Bebra nach Eisenach und Erfurt Hessen. Zusammen mit dem Regionalverkehr führt dies auf vielen Strecken zu einer Streckenauslastung, die keine nennenswerte Steigerung mehr zulässt. Der Hauptbahnhof Frankfurt am Main gilt als wichtigste Drehscheibe im deutschen Zugverkehr.

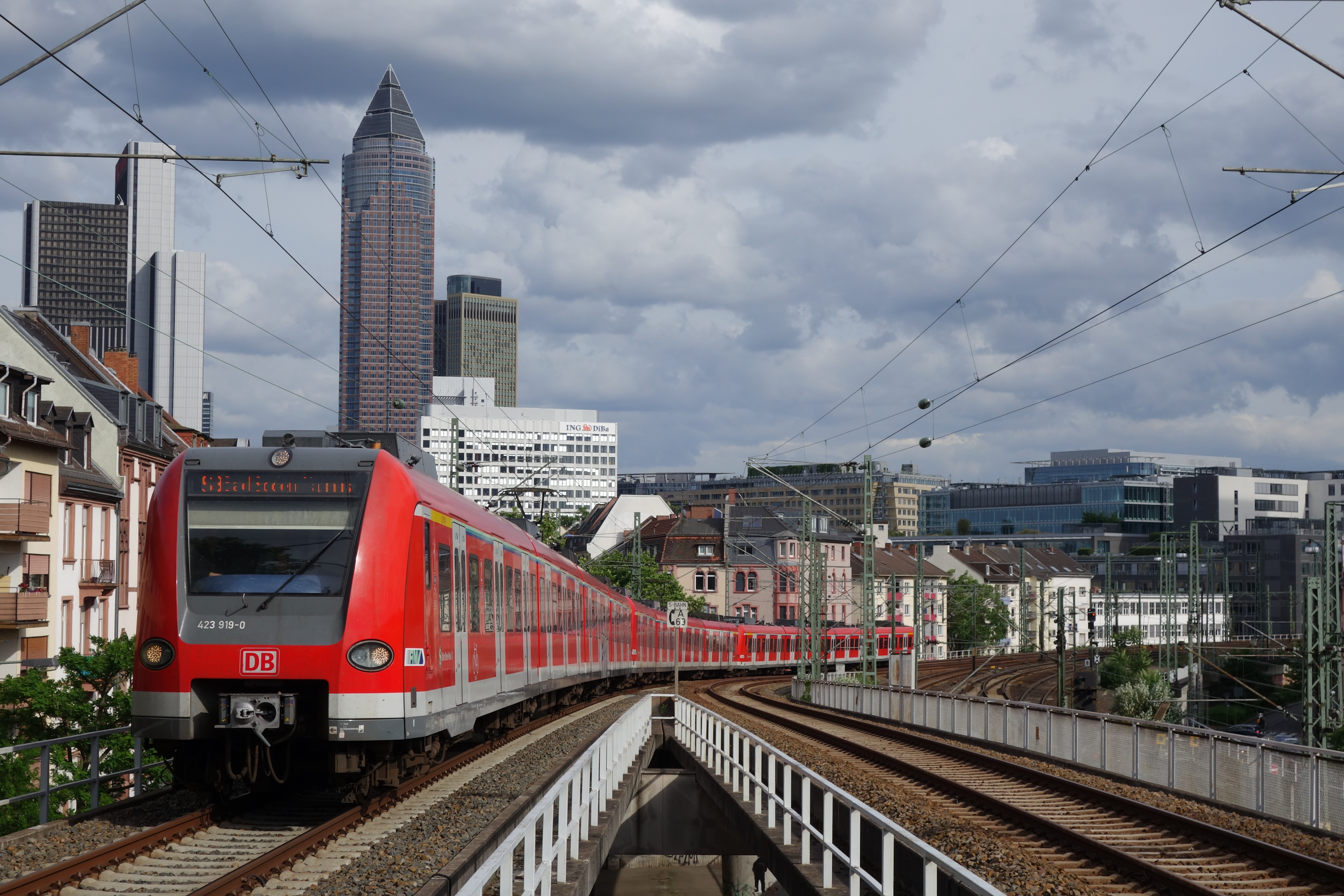
Einfahrende S-Bahn beim Hochbahnsteig des Frankfurter Westbahnhofs

Die Region um Frankfurt am Main verfügt mit der S-Bahn Rhein-Main über ein S-Bahn-Netz, das von zahlreichen Regionalverbindungen ergänzt wird. Im übrigen Land ist das Schienennetz weit weniger dicht, von wenigen kleineren Stilllegungen abgesehen aber stabil. In Nordhessen ist seit 2007 das Eisenbahnnetz durch die RegioTram mit der Straßenbahn in Kassel verknüpft. Dabei werden alte stillgelegte Strecken reaktiviert.
Die RegioTram ist eingebunden in den Nordhessischen Verkehrsverbund. Dagegen gehören ganz Mittel- und Südhessen mit Ausnahme des Kreises Bergstraße zum Einzugsgebiet des Rhein-Main-Verkehrsverbundes.
Die Bahnstrecken im Nordwesten Hessens (Uplandbahn, Ederseebahn, Bahnstrecke Warburg–Sarnau, Obere Lahntalbahn, Obere Edertalbahn und Bahnstrecke Volkmarsen–Vellmar-Obervellmar) wurden 2002 von der DB-Tochter Kurhessenbahn übernommen. Seitdem wurden Gleise, Bahnsteige und Bahnübergänge erneuert. Die Fahrgastzahlen stiegen daraufhin an und die drohende Stilllegung von Burgwaldbahn und dem Abschnitt Wabern–Bad Wildungen der Ederseebahn konnte abgewendet werden. Die Untere Edertalbahn zwischen Frankenberg und Korbach, auf der der Personenverkehr 1987 eingestellt worden war, wurde reaktiviert und wird seit September 2015 wieder fahrplanmäßig befahren.

#### Schifffahrt
Durch den Main und den Rhein, der auf einem längeren Abschnitt die Landesgrenze darstellt, ist das Rhein-Main-Gebiet als wirtschaftliches Zentrum Hessens an das europäische Wasserstraßennetz angeschlossen. Ferner hat Hessen mit seinem südlichsten Zipfel bei Hirschhorn und Neckarsteinach Anteil am Neckar und ganz im Norden bis Bad Karlshafen an der Oberweser. Daneben sind einzelne Abschnitte von Lahn, Werra und Fulda schiffbar. Gesamtwirtschaftlich gesehen von Bedeutung sind für Hessen nur die Rheinschifffahrt und die Mainschifffahrt, wobei die Kostheimer Mainschleuse die Schleuse mit dem höchsten Verkehrsaufkommen Europas ist.

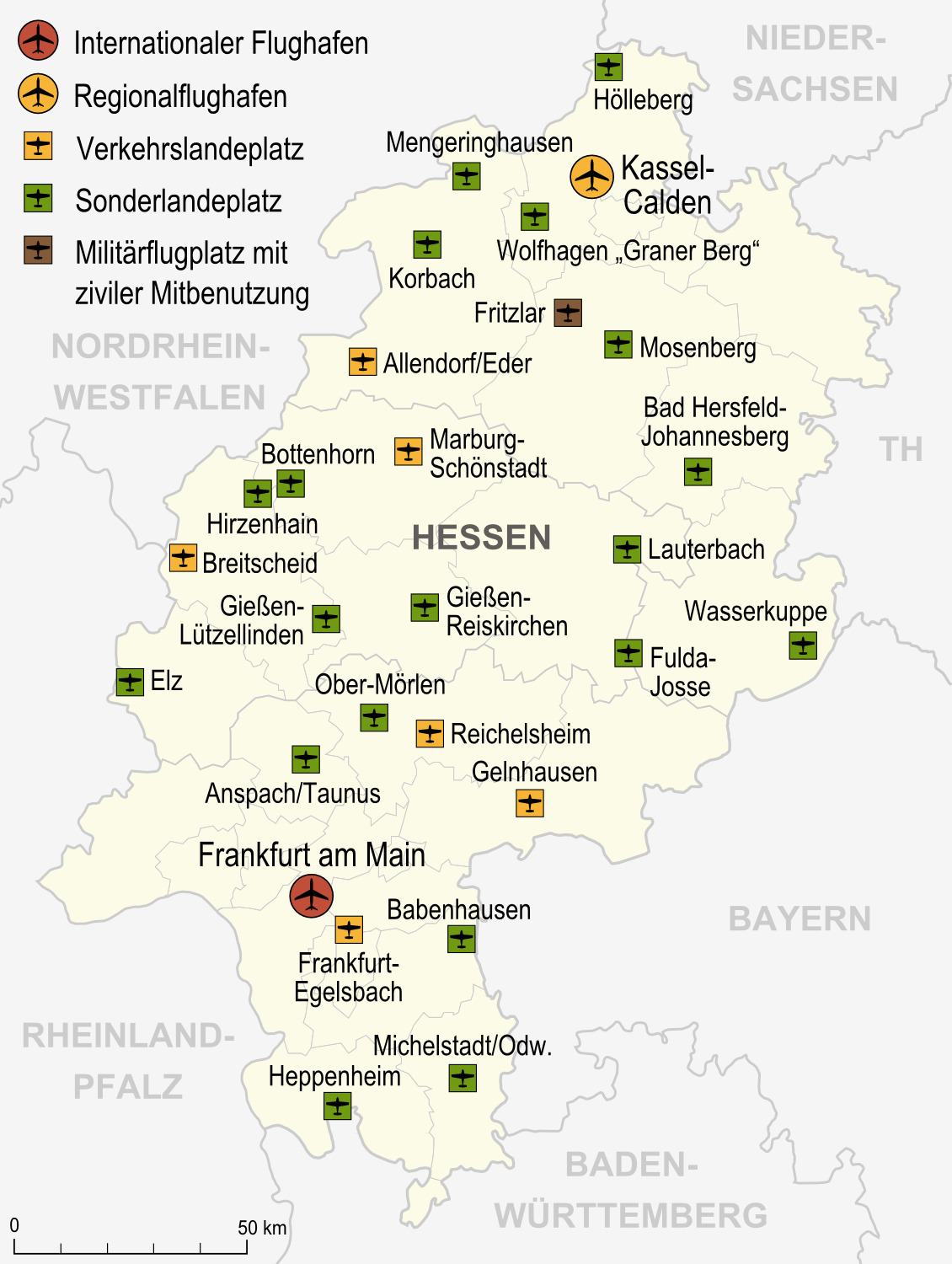
Karte der Flughäfen und Landeplätze in Hessen

#### Luftfahrt
Der Flughafen Frankfurt Main ist bezogen auf Flugbewegungen, das Passagieraufkommen und das Frachtaufkommen der mit Abstand wichtigste Flughafen in Deutschland, der viertgrößte in Europa und gehört zu den vierzehn größten Flughäfen weltweit (Stand 2019).
9 km südöstlich des Flughafens Frankfurt am Main befindet sich der vor allem von kleineren Flugzeugen frequentierte Flugplatz Frankfurt-Egelsbach.
6 km südöstlich des Flughafens Frankfurt am Main befindet sich in Langen der Hauptsitz der DFS Deutsche Flugsicherung.
In Nordhessen liegt der im April 2013 eröffnete Regionalflughafen Kassel-Calden, der einen zuvor betriebenen Verkehrslandeplatz ersetzte. In Hessen gibt es eine große Dichte an Verkehrslandeplätzen und Segelfluggeländen. Der vor allem von Billigfluggesellschaften genutzte Flughafen Frankfurt-Hahn liegt etwa 100 km von Frankfurt am Main entfernt im Land Rheinland-Pfalz.

## Medien

### Tageszeitungen
In Frankfurt am Main erscheinen mit der Frankfurter Allgemeinen Zeitung und der Frankfurter Rundschau zwei der wichtigsten Tageszeitungen Deutschlands. Zusammen mit der Frankfurter Neuen Presse und der Regionalausgabe der Bild dominieren diese auch den regionalen Zeitungsmarkt in der Rhein-Main-Region.
Marktführer am nordhessischen Zeitungsmarkt ist die in Kassel erscheinende Hessische/Niedersächsische Allgemeine. Daneben gibt es einige regionale Tageszeitungen von Verlagsgruppen (z. B. Wiesbadener Kurier, Darmstädter Echo), die in ihren jeweiligen Erscheinungsgebieten entweder Marktführer sind oder zumindest signifikante Marktanteile haben (laut IVW).

### Fernseh- und Rundfunksender
In Hessen werden verschiedene Fernseh- und Radiosender betrieben. Darunter als Landesrundfunkanstalt der Hessische Rundfunk mit dem hr-fernsehen in Frankfurt am Main.
Für die Zulassung privater Radio- und Fernsehsender zuständig ist die Hessische Landesanstalt für privaten Rundfunk und neue Medien. In Hessen sind bundesweite Privatsender ansässig wie Bloomberg TV und Kinowelt TV (beide in Frankfurt am Main), der Evangeliums-Rundfunk in Wetzlar oder TGRT Europe in Mörfelden-Walldorf. Regionale Sender sind der Sender Offener Kanal und Rheinmaintv.
Als Radio-Sender hat der American Forces Network, ein Militärischer Sender der US-Streitkräfte, seinen Sitz in Wiesbaden. Private nichtkommerzielle Radiosender sind Freies Radio Kassel, Radio-X in Frankfurt am Main, Radio Unerhört Marburg (RUM), Radio Darmstadt, Radio Rüsselsheim, Radio RheinWelle 92,5 in Wiesbaden sowie RundFunk Meißner (RFM) in Eschwege. Unter den privaten kommerziellen Rundfunksendern sind unter anderem der Hörfunksender Hit Radio FFH in Bad Vilbel, Antenne Frankfurt sowie Radio Bob in Kassel.
Die Evangelische Nachrichtenagentur Idea hat ihren Sitz in Wetzlar.

## Wissenschaft, Lehre und Forschung
Ein Verzeichnis der in Hessen ansässigen Hochschulen findet sich unter Hochschulen in Hessen. Nachfolgend eine Auswahl:

### Öffentliche Universitäten
- Johann Wolfgang Goethe-Universität Frankfurt am Main
- Justus-Liebig-Universität Gießen
- Philipps-Universität Marburg
- Technische Universität Darmstadt
- Universität Kassel

### Öffentliche Hochschulen des Landes Hessen
- Technische Hochschule Mittelhessen in Gießen und Friedberg und Wetzlar (StudiumPlus), (ehemals Fachhochschule Gießen-Friedberg)
- Frankfurt University of Applied Sciences
- Hochschule Geisenheim
- Hochschule RheinMain (ehemals Fachhochschule Wiesbaden)
- Hochschule Darmstadt
- Hochschule Fulda
- Evangelische Fachhochschule Darmstadt
- Hochschule für Finanzen und Rechtspflege in Rotenburg an der Fulda
- Hochschule für öffentliches Management und Sicherheit

### Sonstige
- accadis Hochschule Bad Homburg
- Arbeiter Samariter Bund Landesschule Hessen – Rettungsdienstschule in Wiesbaden
- Berufsakademie Nordhessen in Bad Wildungen
- Berufsakademie Rhein-Main in Rödermark
- DIPLOMA – FH Nordhessen in Bad Sooden-Allendorf
- Dr. Hoch’s Konservatorium – Musikakademie in Frankfurt am Main
- EBS Universität für Wirtschaft und Recht in Oestrich-Winkel
- Evangelische Fachhochschule Darmstadt (EFHD)
- Evangelische Hochschule Tabor Marburg (EHT Marburg)
- FOM Hochschule für Oekonomie & Management (FOM) in Frankfurt am Main und Kassel
- Fachhochschule des Bundes für öffentliche Verwaltung – Fachbereich Landwirtschaftliche Sozialversicherung – in Kassel
- Fachhochschule für Archivwesen in Marburg
- Frankfurt School of Finance & Management (ehemals HfB) in Frankfurt am Main
- Freie Theologische Hochschule Gießen
- Hochschule für Gestaltung Offenbach am Main
- Hochschule für Musik und Darstellende Kunst Frankfurt am Main
- Kunsthochschule Kassel
- Landesfachschule des Schornsteinfegerhandwerks Hessen in Bebra
- Hessische Landesfeuerwehrschule in Kassel
- Lutherische Theologische Hochschule Oberursel
- Private FernFachhochschule Darmstadt
- Akademie für Tonkunst in Darmstadt
- Philosophisch-Theologische Hochschule Sankt Georgen in Frankfurt am Main
- Provadis School of International Management and Technology in Frankfurt am Main
- Staatliche Zeichenakademie Hanau in Hanau
- Theologisches Seminar Erzhausen in Erzhausen
- Theologische Fakultät in Fulda
- Hochschule Fresenius in Idstein
- Studiengemeinschaft Darmstadt (SGD)
- Hessische Film- und Medienakademie (hFMA)
- Wiesbadener Musikakademie, Berufsakademie für Musikpädagogik

### Forschungsinstitute
- Max-Planck-Institut für terrestrische Mikrobiologie, Marburg
- Max-Planck-Institut für Herz- und Lungenforschung, W.G. Kerckhoff-Institut, Bad Nauheim
- Max-Planck-Institut für europäische Rechtsgeschichte, Frankfurt am Main
- GSI Helmholtzzentrum für Schwerionenforschung, Darmstadt
- Institut für Sozialforschung (IfS) an der Johann Wolfgang Goethe-Universität Frankfurt am Main
- Leibniz-Institut für Bildungsforschung und Bildungsinformation, Frankfurt am Main und Berlin
- Forschungszentrum Deutscher Sprachatlas der Philipps-Universität Marburg
- Sigmund-Freud-Institut, Frankfurt am Main
- Paul-Ehrlich-Institut, Langen
- Forschungsinstitut und Naturmuseum Senckenberg, Frankfurt am Main
- Institut für Solare Energieversorgungstechnik (ISET e. V.) (ab 2009 Mitglied der Fraunhofer-Gesellschaft), Kassel
- Leibniz-Institut Hessische Stiftung Friedens- und Konfliktforschung HSFK, Frankfurt am Main
- Institut für sozial-ökologische Forschung ISOE, Frankfurt am Main
- Europäisches Raumflugkontrollzentrum ESOC, Darmstadt
- Athene (Forschungszentrum), Darmstadt
- Hessisches Zentrum für Künstliche Intelligenz hessian.AI, Hauptsitz Darmstadt, weitere Standorte in Hessen
- Deutsches Forschungszentrum für Künstliche Intelligenz DFKI, Standort in Darmstadt

### Bibliotheken
- Siehe: Liste von Bibliotheken in Hessen

## Sport
Frankfurt ist Sitz des DFB und des Bundesligavereins Eintracht Frankfurt, so dass Fußball, insbesondere der Herren, eine starke Position hat.
Traditionell ist Hessen trotz relativ milden Wetters durch Wintersport geprägt. In der Rhön und im nordöstlichen Teil des Rothaargebirges gibt es Wintersportmöglichkeiten. Die Mühlenkopfschanze im nordhessischen Willingen ist die größte im Betrieb befindliche Großschanze der Welt und eine Eissporthalle. Eishockey wird in den meisten hessischen Großstädten betrieben und behauptet sich nach Fußball auf dem zweiten Platz.
Die Lahn sowie der Edersee sind als Wassersportzentren für Kanuten sehr bekannt. Nach dem Zweiten Weltkrieg kamen mit der United States Army auch Sportarten wie Baseball, Basketball und American Football nach Hessen, insbesondere nach Mittelhessen.

### American Football
Im Rhein-Main-Gebiet ist American Football sehr verbreitet. Mit der aufgelösten Mannschaft der Frankfurt Galaxy, die in der NFL Europe spielte, war der Rekordsieger mit vier Titeln (1995, 1999, 2003, 2006) des World Bowl in Hessen ansässig.
Heute spielen fünf hessische Mannschaften in der GFL: die Marburg Mercenaries in der ersten Liga sowie die Bad Homburg Sentinels, Frankfurt Universe und die Gießen Golden Dragons in der Zweiten Liga.
In der 2020 gegründeten European League of Football spielt die neugegründete Frankfurt Galaxy, diese konnte die Liga in ihrer ersten Season gewinnen.

### Baseball
Hünstetten Storm spielt seit der Saison 2023 in der Baseball-Bundesliga. Vertreten wird Hessen zudem von den Bad Homburg Hornets, Darmstadt Whippets und Frankfurt 1860 in der 2. Bundesliga Südwest.

### Basketball
Die Skyliners Frankfurt und die Gießen 46ers spielen in der Basketball-Bundesliga der Herren. Bei den Frauen ist der BC Marburg, deutscher Meister von 2003, in der ersten Liga vertreten. Wetzlar ist mit dem Bundesligist RSV Lahn-Dill die Hochburg im Rollstuhlbasketball. Der dort beheimatete Verein ist bereits unter anderem dreizehnfacher Deutscher Meister, vierzehnfacher Pokalsieger (davon elfmal das Double Meister und Pokal), siebenfacher Champions-League-Sieger, Weltpokalsieger 2010 und Vize-Weltcupsieger 2006 sowie WBC-Europapokalsieger (Willi-Brinkmann-Cup) 2002.
Im Jahre 2009 sind die Damen der Rhein-Main Baskets, beheimatet in Hofheim und Langen, in die 1. Basketball-Bundesliga aufgestiegen.

### Eishockey

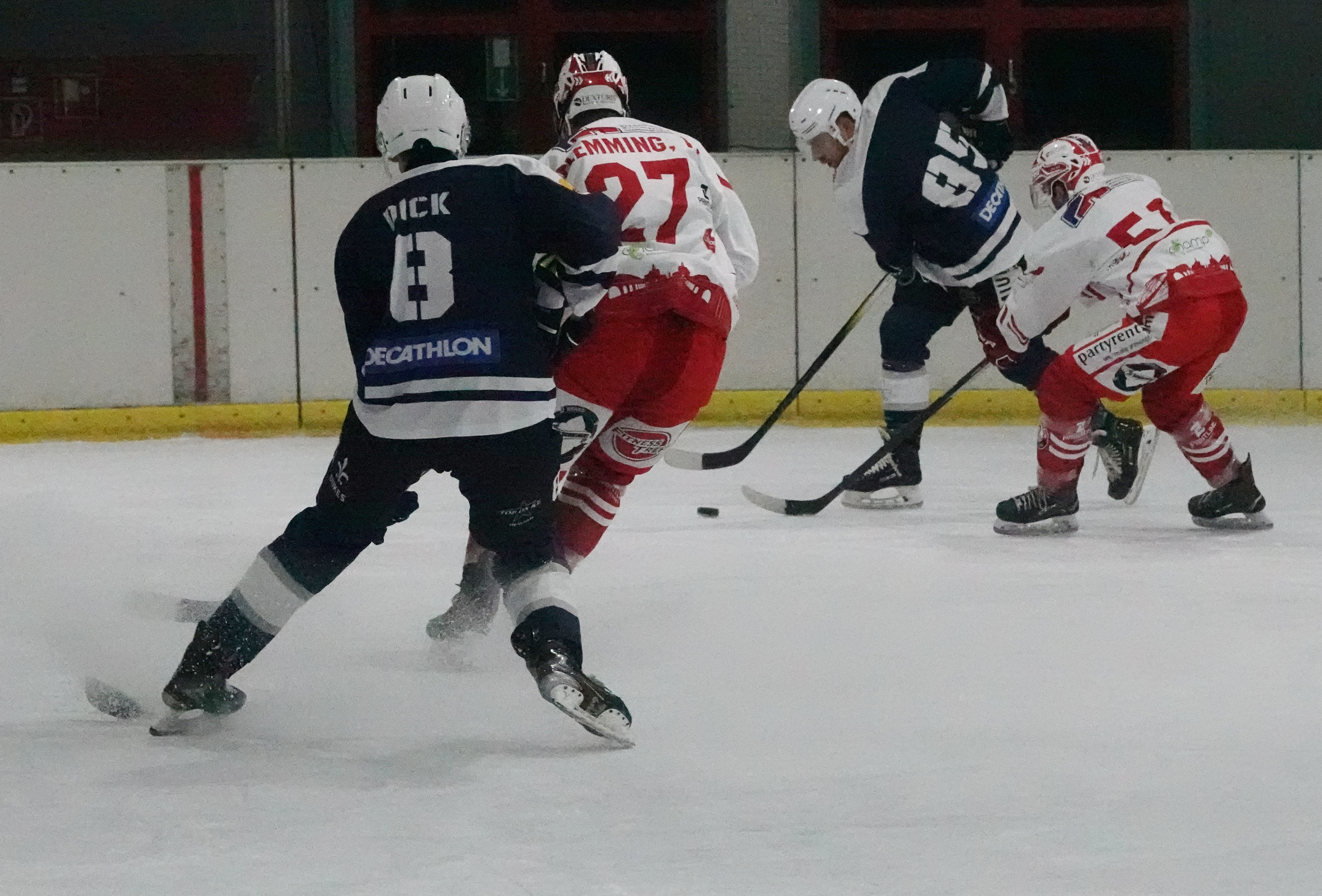
Eishockeyspiel Darmstadt Dukes gegen die RT Bad Nauheim

Eishockey ist in Hessen ebenfalls sehr populär. In Kassel spielen die Kassel Huskies. In Mittelhessen die Roten Teufel Bad Nauheim und die Lauterbacher Luchse. Im Rhein-Main-Gebiet die Löwen Frankfurt und die Darmstadt Dukes. Limburg hingegen spielt gemeinsam mit Diez in NRW.

### Fußball
In der Saison 2023/24 spielen Eintracht Frankfurt und der SV Darmstadt 98 in der Bundesliga, der SV Wehen Wiesbaden in der 2. Bundesliga.
Mit sieben deutschen Meisterschaften, neun Pokalsiegen sowie vier internationalen Titeln war der 1. Frauen-Fußball-Club Frankfurt einer der erfolgreichsten Vereine im deutschen Frauenfußball. In der Saison 2020/21 fusionierte der Verein zum 1. Juli 2020 mit Eintracht Frankfurt; dabei wurden die erste und die zweite Mannschaft des 1. FFC in die Fußball AG der Eintracht integriert und treten seitdem unter dem Namen Eintracht Frankfurt in der Bundesliga (erste Mannschaft) bzw. in der 2. Bundesliga Süd (zweite Mannschaft) an. Die 2006 aufgelöste Frauenmannschaft des FSV Frankfurt zählt drei Meistertitel und fünf Pokalsiege. Neben FSV Hessen Wetzlar (ehem. Eintracht Wetzlar) spielen die Frauen des TSV Jahn Calden und der TSG Neu-Isenburg in der Regionalliga Süd.

### Handball

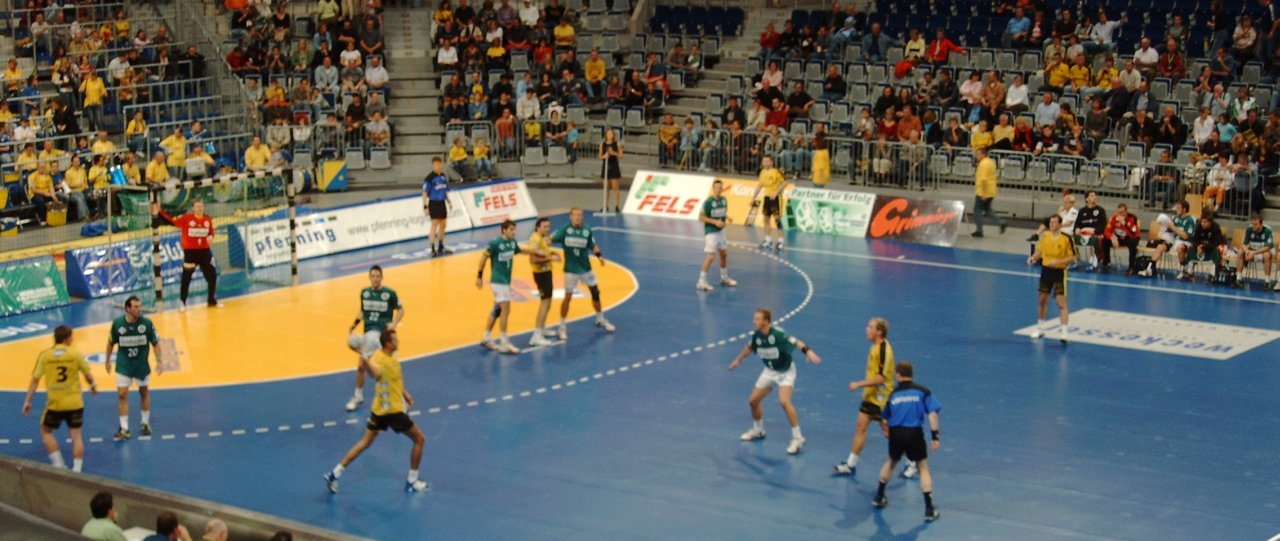
Handballspiel HSG Wetzlar gegen die Rhein-Neckar Löwen

Die HSG Wetzlar und die MT Melsungen spielen in der Handball-Bundesliga. Ehemalige langjährige Handball-Bundesligisten waren die SG Wallau/Massenheim (1984/85, 1987–2005), der TV Hüttenberg (1972–1985, 2011/12, 2017/18) und die SG Dietzenbach (1971–1974, 1975–1978, 1979–1983).
Ferner gab es mit dem TV Lützellinden, der sich 2006 auflöste, einen seit Ende der 1980er-Jahre bundesligaweit erfolgreichen Damen-Handballverein. Von 2014 bis 2017 war die HSG Bad Wildungen der einzige hessische Vertreter in der Bundesliga der Frauen. Als Meister der Saison 2016/17 folgte ihnen die HSG Bensheim/Auerbach ins Oberhaus.

### Hockey
Erfolgreichste hessische Hockeymannschaft ist der Rüsselsheimer RK. Bis heute kann dessen Hockeyabteilung 51 deutsche Meisterschaften im Hockey (Feld und Halle) verbuchen, ungezählt die Vizemeisterschaften, Süddeutschen Meisterschaften und Hessenmeisterschaften. Europa-Cups im Hockey wanderten bereits 18-mal in die Preisvitrine des RRK-Bootshauses. Heute spielt der RRK mit den Ersten Damen im Hallenhockey in der 1. Bundesliga und im Feldhockey in der 2. Bundesliga. Die Ersten Herren spielen im Feldhockey in der Regionalliga und im Hallenhockey in der 2. Bundesliga.

Weitere bekannte Vereine sind: der SC Frankfurt 1880, dessen Erste Herren in der 2. Feldhockey-Bundesliga der Herren 2017/18 und in der Hallenhockey-Bundesliga der Herren spielen. Die Damen spielen in der 2. Regionalliga Süd. Weiter der SC SAFO Frankfurt, der 1. Hanauer THC und der Limburger HC.

### Inlinehockey
1994/1995 begann die Geschichte des hessischen Inlinehockeys in Hanau. Bis heute ist die Sportart beliebt wie kaum in einem anderen Bundesland, die hessische Oberliga und die Regionalliga gelten als die spielstärksten in Deutschland.

### Leichtathletik
Der Deutsche Leichtathletik-Verband hat seinen Sitz in Darmstadt. Der Hessische Leichtathletik-Verband wurde 1947 in Frankfurt am Main gegründet.

### Motorsport
Im Motorrad-Bahnrennsport wird Hessen vertreten durch das Speedwayrennen des MSC Diedenbergen in Hofheim-Diedenbergen im Taunus sowie die Internationalen Grasbahnrennen in Melsungen, Bad Hersfeld und Heringen. Im Eisstadion Frankfurt am Main ist auch Eisspeedway auf WM-Niveau bereits veranstaltet worden.

### Reitsport

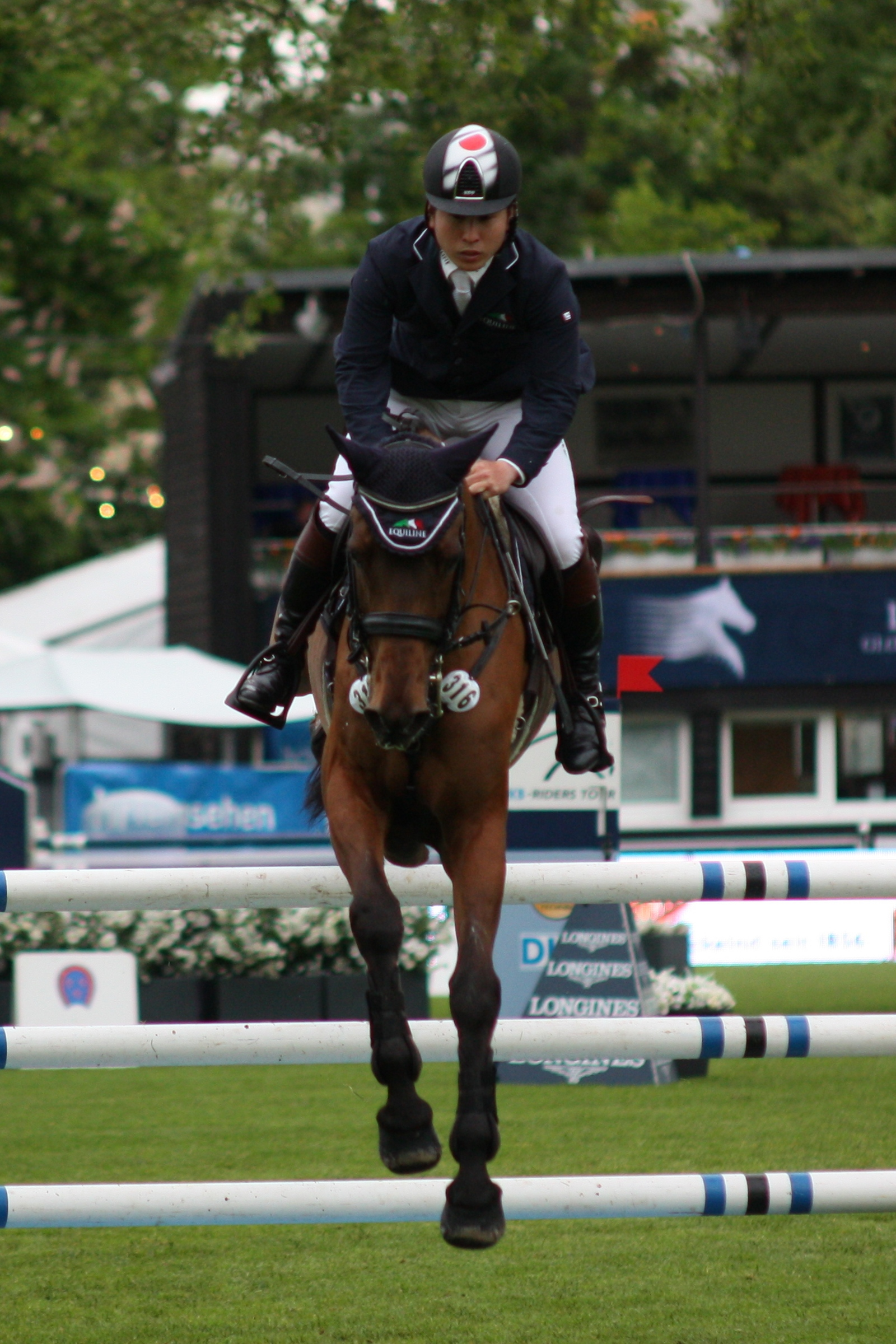
Springreiter auf dem Internationalen Pfingstturnier Wiesbaden 2013

Vom Wiesbadener Reit- und Fahr-Club wird jährlich im Schlosspark Biebrich das Internationale Pfingstturnier organisiert. Die traditionsreiche Galopprennbahn Frankfurt am Main des Renn-Klubs Frankfurt am Main ist 2022 der DFB-Akademie gewichen.

### Rugby
Der SC Frankfurt 1880 gehört zu den ältesten und erfolgreichsten deutschen Rugby-Vereinen. Ebenfalls zur ersten Bundesliga gehört der RK Heusenstamm. Insgesamt gehören dem Hessischen Rugby-Verband zwölf Vereine an.

### Schach
Der SC Viernheim spielt in der Saison 2023/24 in der Schachbundesliga. Der heute nicht mehr bestehende Verein Königsspringer Frankfurt gewann in der Saison 1977/78 die deutsche Meisterschaft.

### Tischtennis
In der Bundesliga der Männer spielt der TTC Rhön-Sprudel Fulda-Maberzell. Der zweifache Champions-League-Sieger TTV Gönnern spielte von 1996 bis 2009 in der Bundesliga, zog seine Mannschaft dann aber wegen finanzieller Probleme zurück und trat die Lizenz an die TG Hanau ab, die von 2009 bis 2012 in der Bundesliga aktiv waren, ehe sie ebenfalls wegen finanzieller Probleme auf einen Start in der Bundesliga verzichteten. Die Frauen des TSV Langstadt 1909 spielen in der 1. Bundesliga der Damen.
Der zur Weltspitze gehörende Timo Boll ist ein gebürtiger Hesse aus Erbach (Odenwald), ebenso wie der Doppelweltmeister Jörg Roßkopf aus Dieburg.

### Triathlon
Der größte Triathlonverein Deutschlands ist die Triathlonabteilung des Eintracht Frankfurt e. V. mit über 1000 Mitgliedern.

### Turnen
Insgesamt gibt es in Hessen sechs Städte, an denen Leistungszentren für die olympischen Sportarten betrieben werden. Die Standorte befinden sich in Dillenburg (Trampolinturnen), Kassel (LZ Nordhessen), Limburg, Heusenstamm und Wiesbaden. Ein weiteres Leistungszentrum für Kunstturnen (Damen und Herren) besteht in Wetzlar. Von dort stammt auch Fabian Hambüchen. Neben den Leistungszentren gibt es weitere Stützpunkte, die leistungssportorientierte Förderung betreiben.
Das Landesleistungszentrum ist im Verbandszentrum Spitzensport des Deutschen Turner-Bundes in Frankfurt am Main angesiedelt. An diesem Standort wird vom Hessischen Turnverband eine professionelle sportfachliche Betreuung garantiert und realisiert. Neben einem professionellen Training sind auch eine schulische Betreuung sowie die Möglichkeit einer Internatsanbindung sichergestellt. Neben dem Landesleistungszentrum befindet sich in Frankfurt am Main ebenfalls der Bundesstützpunkt Gerätturnen männlich, Gerätturnen weiblich und Trampolinturnen.

### Volleyball
Die Damenmannschaft des 1. VC Wiesbaden spielt in der 1. Bundesliga.
Die Herrenmannschaft der TuS Kriftel spielt in der 2. Bundesliga Süd.

### Wasserball
Mit dem VfB Friedberg, dem SC Wasserfreunde Fulda, der SGW Frankfurt/Offenbach und dem WV Darmstadt 70 sind gleich vier Vereine in der zweithöchsten deutschen Liga vertreten.

## Trivia
Das nicht natürlich vorkommende chemische Element mit der Kernladungszahl 108 trägt seit 1997 den Namen Hassium, der sich vom lateinischen Namen Hassia für Hessen ableitet. Es konnte 1984 beim GSI Helmholtzzentrum für Schwerionenforschung in Darmstadt durch Kernverschmelzung von Blei mit Eisen zum ersten Mal erzeugt werden.
Der Asteroid (5846) Hessen trägt den Namen des Bundeslandes.